# AKBINGO!
《AKBINGO!》是日本电视台製作的一個深夜综艺节目，也是女子偶像團體AKB48的冠名節目之一，自2008年10月1日起至2019年9月25日在日本電視台及其聯播網播出，由AKB48及其姊妹團體成員輪流參與演出，共555集。該節目包括其前身《AKB1時59分！》與《AKB0時59分！》，為AKB48最早的專屬電視節目、也是播放集數最多的一作。主持人自開播起由吉本興業所屬搞笑二人組Bad boys擔任，2016年6月28日（第396集）起改由同屬吉本興業的搞笑二人組Woman Rush Hour接任。
2021年1月， 制作团队宣布《AKBINGO!》的重启计划，名为 《AKBINGO! NEO》。与原本剧集不同，《AKBINGO! NEO》的播出日期不定。3月播出第一集，7月播出第二集。12月播出第三集。

## 簡介
《AKBINGO!》的節目淵源最早可以回溯到2008年1月24日開播的日本電視台深夜綜藝節目《AKB1時59分！》（AKB1じ59ふん!）。原本在週四深夜25時59分（相當於週五凌晨1時59分）播放的該節目在播出10集後，於4月7日起改時段至每週一深夜24時59分（相當於週二凌晨0時59分）播出，因此節目名稱也隨之改為《AKB0時59分！》（AKB0じ59ふん!）。同年10月1日節目再度進行時段異動，改至每週三深夜24時29分（相當於週四凌晨0時29分）播出，配合時段的變更節目名稱也改為目前的《AKBINGO!》(AKBINGO!)。由於三個名稱不同的節目在內容與流程上並沒有實際差異，因此也可視為是同一個節目經過兩次改名的情況。如果以此方式計算，《AKBINGO!》可說是AKB48所有固定播放的專屬節目中歷史最悠久的一作，也是該團體第一個透過無線電視頻道播放的專屬節目。2019年8月21日（20日深夜）播出的节目中，宣布節目將於同年9月25日播出最後一集。

### 節目流程
《AKBINGO!》主要的節目流程可以分為三個部分。除了少數的特集等例外，在每一集的正式節目開始前都會有個片長約1分30秒左右的前導單元（AKBINGO!即將開始），每次皆會由二至三名成員擔任當週的值日「領航員」（Navigator），在副控室中進行當集節目內容的簡介。擔任領航員的成員有時會替此臨時組合取一個原創組合名（Original Unit名），除了節目內容的預告外，也有成員間的自由對話、回答觀眾的來信問題或甚至搞笑一發技的披露等不同內容。
在節目的主要部分，每一集都會有一至二個節目企畫。節目企畫風格眾多，包括成員間的各種競賽、團體或作品的新訊息等，這些企畫大多是在攝影棚內拍攝，但也偶有特殊的外景單元。有些受歡迎的企畫會經常性的不定期出現，而一些較為大型的企畫如無法在一集的節目中播畢，也可能採分兩集或三集的方式播放。
至於節目後半，則通常會有一個樂曲單元，除了介紹AKB48近期的新歌曲之外，也經常會披露姊妹團體或個別成員的單飛作品。《AKBINGO!》的歌曲單元除了一般播放MV或是公演、演唱會影片的片段外，也經常會在棚內實際現場演唱，是與其他AKB48的專屬節目作法較為不同之處。

## 出演者
以下的出演者所屬情況，均以2019年9月25日（即節目播出最後一集）的時間點為準。
- MC
  - Woman Rush Hour（村本大輔、中川天堂）（2016年6月29日 - ）
- AKB48
粗字是目前官方网站宣传素材中登场的成員。

  - Team A：入山杏奈、加藤玲奈、佐藤美波、篠崎彩奈、铃木久留美、田口愛佳、千葉恵里、西川怜、前田彩佳、道枝咲、宮崎美穗、向井地美音、山根涼羽、横山由依
  - Team K：市川愛美、込山榛香、下口绯奈奈、長友彩海、峯岸南、武藤小麟、武藤十夢、茂木忍、安田叶、矢作萌夏、湯本亚美
  - Team B：岩立沙穂、大盛真歩、大家志津香、柏木由紀、北澤早紀、久保怜音、齋藤陽菜、佐佐木優佳里、田北香世子、谷口惠、中西智代梨、樋渡結依、福岡聖菜、山邊歩夢
  - Team 4：浅井七海、稲垣香織、大森美優、岡田奈奈、川本紗矢、黒須遥香、佐藤妃星、多田京加、達家真姫宝、馬嘉伶、村山彩希、山内瑞葵
  - Team 8：歌田初夏、太田奈緒、大西桃香、岡部麟、小栗有以、小田绘里奈、行天優莉奈、倉野尾成美、坂口渚沙、佐藤七海、下尾美羽、清水麻璃亚、高岡薫、髙橋彩音、寺田美咲、永野芹佳、服部有菜、濵咲友菜、左伴彩佳、本田仁美、宮里莉羅、山田杏華、山本瑠香、横山結衣、吉川七瀬
  - 研究生：本間麻衣
  - 选秀研究生：石綿星南、佐藤詩識、末永祐月、古川夏凪、本田空、吉橋柚花
- SKE48
  - Team S：北川綾巴、松井珠理奈、山内鈴蘭
  - Team KII：荒井優希、江籠裕奈、大場美奈、北野瑠華、惣田紗莉渚、高柳明音、竹内彩姫、日高優月、古畑奈和
  - Team E：鎌田菜月、熊崎晴香、後藤楽楽（日语：後藤楽々）、齐藤真木子（日语：斉藤真木子）、末永樱花、菅原茉椰、須田亚香里、谷真理佳、福士奈央
- NMB48
  - Team N：石田優美、太田夢莉、吉田朱里
  - Team M：石塚朱莉、涩谷凪咲、白間美瑠
  - Team BII：梅山恋和、加藤夕夏、小嶋花梨、山本彩加
- HKT48
  - Team H：秋吉優花、神志那結衣、坂口理子、田島芽瑠、田中菜津美、田中美久、松岡菜摘、矢吹奈子、渡部愛加里
  - Team KIV：熊泽世莉奈、下野由貴、朝長美樱、渕上舞、宮脇咲良、村重杏奈、本村碧唯、森保圆
  - Team TII：今村麻莉愛、小田彩加、栗原紗英、松岡花、松本日向、村川緋杏
- NGT48
  - 一期生：荻野由佳、小熊倫实、高倉萌香、中井莉加、西潟茉莉奈、本間日陽、山田野絵
  - 研究生：加藤美南
- STU48
  - 石田千穂、岩田陽菜、瀧野由美子、薮下楓
- CGM48
  - 伊豆田莉奈
- AKB48 Team TP
  - 阿部玛利亚

### 过去的出演者
- MC
  - Bad boys（日语：バッドボーイズ (お笑いコンビ)）（佐田正樹、大溝清人）（2008年10月2日 - 2016年6月22日）
- AKB48前成員
  - AKB48
    - Team A：大江朝美、大島麻衣、川崎希、駒谷仁美、佐藤由加理、户島花、中西里菜、前田敦子、佐藤夏希、仁藤萌乃、河西智美、中塚智实、篠田麻里子、仲俣汐里、菊地彩香、片山陽加、森川彩香、川荣李奈、松井咲子、西山怜那、高橋南、岩田華怜、平田梨奈、前田亚美、小笠原茉由、島崎遥香、大和田南那、中村麻里子、小嶋陽菜、後藤萌咲
    - Team K：大堀惠、野呂佳代、小野惠令奈、米沢瑠美、增田有華、仲谷明香、松原夏海、板野友美、秋元才加、大島優子、佐藤亞美菜、鈴木紫帆里、高城亚樹、永尾玛利亚、石田晴香、相笠萌、中田千智、鈴木玛莉亚、島田晴香、田野優花、藤田奈那、野澤玲奈、小嶋真子
    - Team B：浦野一美、小原春香、奥真奈美、平嶋夏海、小森美果、野中美乡、倉持明日香、橋本耀、内田眞由美、内山奈月、小林香菜、岩佐美咲、梅田綾乃、大島涼花、田名部生来、木崎由里亚、渡边麻友、小嶋菜月、高橋朱里、竹内美宥
    - Team 4：森杏奈、髙島祐利奈、小林茉里奈、土保瑞希、前田美月、名取稚菜、西野未姫、岡田彩花、飯野雅、大川莉央、田屋美咲
    - Team 8：岩﨑萌花、早坂䌷、谷口萌香、長久玲奈、横道侑里、人見古都音、中野郁海、谷川聖、佐藤栞、山田菜菜美
    - 研究生：庄司渚、梅本和泉、播磨七海
    - 选秀研究生：神山莉穂、勝又彩央里
    - 大人AKB48：塚本麻里子（日语：塚本まり子）
    - 打工AKB：鈴木優民

  - SKE48
    - Team S：新海里奈、高井月奈、桑原瑞希、高田志織、平松可奈子、矢神久美、向田茉夏、出口陽、佐藤实绘子、宮澤佐江、矢方美紀、東李苑（日语：東李苑）、竹内舞、二村春香、大矢真那、後藤理沙子、一色嶺奈
    - Team KII：小木曽汐莉、秦佐和子、古川愛李、石田安奈、矢作有紀奈、小畑優奈、松村香織
    - Team E：上野圭澄、井口栞里、松井玲奈、柴田阿弥、木本花音、佐藤堇
- NMB48
  -     - Team N：福本愛菜、小谷里歩、西村愛華、上西惠、薮下柊、須藤凜凜花、市川美織、山本彩、三田麻央
    - Team M：肥川彩愛、山田菜菜、木下百花
    - Team BII：梅田彩佳、渡边美優紀、山口夕輝、藤江丽奈、矢倉楓子、沖田彩華、城惠理子

  - HKT48
    - Team H：菅本裕子、穴井千尋、若田部遥、岡本尚子、山本茉央、指原莉乃、兒玉遥
    - Team KIV：岡田栞奈、多田愛佳
    - Team TII：松田祐實

  - NGT48
    - Team NIII：北原里英
    - 一期生：山口真帆

  - JKT48
    - Team J：仲川遥香
    - Team KIII： Novinta Dhini、近野莉菜

### 嘉宾、其他演出者
- 金成徳（大堀的经纪人）：数次出演跟大堀相关的企划。在大島麻衣毕业马拉松中担任北海道向导。
- Zabungle（日语：ザブングル (お笑いコンビ)） （10、11）
- 伊吉里岡田 （12、13）：在「ザ・イロ萌えア」等惩罚游戏时担任固定来宾。
- IDOLING （15、16、31后）
  - 加藤沙耶香、遠藤舞、江渡万里彩、外岡好梨花、谷澤恵里香、橫山琉璃香、森田涼花、長野芹梨（長野せりな）、酒井瞳、菊地亜美
- 升野英知 （15、16、31后）
- 仲山和輝 （26、44）：催眠心理療法士
- Twenty Angel（日语：トレンディエンジェル） （29）
- 萩原伸咲 （31前、33前、35前、44、46前、51后、90、93前、95前）
- 岛田秀平（日语：島田秀平） （32前、68前、120）
- 平野了：田径教练（32后、33后、34前）
- 有吉弘行 （36、38）
- 植松晃士（日语：植松晃士） （39、42、63、65、102、104）
- 小桥建太 （46后）倉持明日香推
- 如月音流（日语：如月音流） （47前、50前）
- 奥黛丽 （48 - 49）
- 清水康明 （51前、53前、56后、68中、70前、72前、76前、80前）：首推河西智美
- 新選組rion （55）
- 水果酒（日语：フルーツポンチ (お笑いコンビ)） （58）
- 羅伯·派汀森  （61前）
- 克里斯・韦兹（61前）
- 池谷幸雄 （61后、62后）
- 彦麻呂 （64前、66）
- 小林蘭丸 （74 - 75、121-122）：男装咖啡「QUEEN DOLCE」工作人员
- 阿部祐二（80后）：作为总选举报道记者出演。大島優子推
- 龜田興毅（日语：亀田興毅）（86 - 87）：首推前田敦子
- 龟田大毅（86 - 87）：首推前田敦子
- 藤井恒久（日语：藤井恒久）（88 - 89）：日本电视台播音员、小嶋陽菜推、(180-181)「萬一來到攝影棚的超能力者是假貨的話？整人大作戰」幫手、(233-235) 「佐田正樹 vs AKB48 5番勝負」(代MC)
- 春風亭小朝（93、97）no3b發售記念企畫中指導高橋南、峯岸南的落語導師。
- 春風亭ぽっぽ（93）春風亭小朝的弟子
- デーブ・スペクター（95後）
- 安吉丽娜・朱莉（95後）
- 山口達也（TOKIO）（97 - 98）：首推板野友美
- 吉村崇(平成野武士古武士（日语：平成ノブシコブシ）) - 「新AKBINGO!整人企画」幫手（飾新MC，篠田麻里子推）
- 徳井健太(平成野武士古武士（日语：平成ノブシコブシ）) - 「新AKBINGO!整人企画」幫手（飾新MC）。
- びびこ - 「AKB48 新年特別節目2012」に“最強開運軍團”之一人登場祈祷師。「好想見到你♥ 我仍未知道的另一個我!」都有出演。
- Dr. ZUMA - 「AKB48 新年特別節目2012」中“最強開運軍團”之一人出演。
- 快樂信吾 - 「AKB48 新年特別節目2012」中“最強開運軍團”之一人出演。
- 上重聡（日本电视台播報員） - 「語ルシス」的主持人進行担当。
- 信江勇 - 「語ルシス」出演。
- Aja Kong - 難搞躲避球的摔跤人員出演。
- 白鳥久美子（蒲公英） - 「私立美男學園」中出演。
- 佐久間一行 - 「難搞躲避球」惡搞之一環節披露。
- 小黑（安田大馬戲團） - 「AKB48vsSKE48 絆之戰!」中SKE48應援團登場。「AKB1時59分!」時代にも出演経験がある。
- 霍爾斯・森夫（Moriman） - 「私立美男學園」中出演。
- 石田明（NON STYLE） - 「用信來表達 初次的感謝」神秘嘉賓登場。
- 井上裕介（NON STYLE） - 「夏季特集！全力樂團錦標賽」出演。
- 湯浅順司 - King Records的首席製作人。「DIVAチャン」的審査員登場。
- 高橋ジョージ - 「DIVAチャン」的審査員登場。
- 平尾昌晃 - 「DIVAチャン」的審査員長登場。
- 乃木坂46
  - 秋元真夏、生驹里奈、生田绘梨花、卫藤美彩、櫻井玲香、白石麻衣、高山一实、永岛圣罗、西野七濑、深川麻衣、松村沙友理、若月佑美 - （AKB48vs乃木坂46 プライドをかけた仁義無き戦い！，286－288）
- 大溝清人父親在「AKB極限角色扮演大戰 萌倒5人即可獲得1萬円 ザ・イロ萌えア」中飾演判定員、其母在「啾出正牌清人媽唷! 本物を的チューせよ!」中演出
- 佐田正樹妻子在「佐田正樹 vs AKB48 5番勝負」中演出

## 開頭影像
開頭影像會不定期變更。開頭主題曲一直是使用「想見你」（AKB48），登場成員的圖是官方宣傳照片。
第1回 - 第35回（2008年10月1日 - 2009年5月27日）
- 成員（登場順）：第1人・宮澤佐江・高橋南・大堀惠・佐藤由加理・篠田麻里子・秋元才加・小嶋陽菜・小野惠令奈・多田愛佳・大島麻衣・大島優子・渡邊麻友・柏木由紀・板野友美・野呂佳代・峯岸南・前田敦子

第36回 - 第84回（2009年6月3日 - 2010年5月19日）
- 成員（登場順）：前田敦子・小嶋陽菜・高橋南・小野恵令奈・北原里英・峯岸南・板野友美・柏木由紀・藤江麗奈・宮崎美穂・渡邊麻友・大堀惠・大島優子・松井玲奈・松井珠理奈・秋元才加・河西智美・宮澤佐江・篠田麻里子

第85回 - 第206回（2010年5月26日 - 2012年10月3日）
- 成員（登場順）：前田敦子・小嶋陽菜・高橋南・小野惠令奈・北原里英・峯岸南・板野友美・柏木由紀・高城亞樹・宮崎美穗・渡邊麻友・指原莉乃・大島優子・松井玲奈・松井珠理奈・秋元才加・河西智美・宮澤佐江・篠田麻里子
- 使用照片：2010年的官方宣材照片

第207回 - （2012年10月10日 - 2013年7月9日 ）
- 成員（登場順）：大島優子・高橋南・篠田麻里子・板野友美・小嶋陽菜・柏木由紀・峯岸南・高城亞樹・指原莉乃・北原里英・横山由依・河西智美・松井玲奈・松井珠理奈・島崎遙香・加藤玲奈・入山杏奈・川榮李奈・渡邊麻友
- 使用照片：2012年的官方宣材照片

第248回 - （2013年7月23日 - ）
- 成员（登场顺）：武藤十夢・岡田奈奈・加藤玲奈・小嶋真子・北原里英・川榮李奈・小嶋陽菜・柏木由紀・大島優子・渡邊麻友・高橋南・島崎遙香・横山由依・岩田華怜・入山杏奈・西野未姫
- 使用照片：2013年正式宣材照片
- 概要：篠田麻里子、板野友美的毕业的同时，登场顺序和使用的照片及成员大幅变更SKE48的松井玲奈·松井珠理奈，HKT 48指原莉乃被除外，这里只有AKB48成员。另外“想见你”的歌词「想见~ ~”的口号，成为只以上成员在画面左下朝右斜方向，朝左画面右上方斜方向滚动下去，出现标题画面蓝本EKE熊。标题画面切换到到的瞬间，红色一色的背景和节目标题上述成员画面下从左向右1列登场。

## 播放日期、企划

### 2008年
| 2008年 | 2008年   | 2008年            | 2008年                                                                                            | 2008年 | 2008年                     |
| 集数   | 播放日期 | 值日・主持        | 内容                                                                                              | 内容 | Live曲目                   |
| ------ | -------- | ----------------- | ------------------------------------------------------------------------------------------------- | --- | -------------------------- |
| 1      | 10月2日  | 小嶋阳菜 前田敦子 | - AKBINGO!从今天起播出 - AKB48的免费百科全书！AKepedia - 最高龄偶像 大堀雌蕊25岁 迈向个人出道之路 | - AKB新闻 「大声钻石」封面初公开 SKE48「PARTY开始了」公演选拔成员決定 电影「那須少年記」 小野惠令奈 1st写真集                | 大堀雌蕊 『甜蜜股关节』    |
| 2      | 10月9日  | -                 | - 目标！百发百啾！啾出正牌货！ - 啾出实际存在的工作唷! - 啾出实际存在的菜色唷!                    | - 最高龄偶像 大堀雌蕊25岁 迈向个人出道之路 - 新曲《大声钻石》中备受期待的大型新人 - 大堀雌蕊『甜蜜股关节』先行预约受理中     | 大声钻石                   |
| 3      | 10月16日 | -                 | - 目标！百发百啾！啾出正牌货！ - 啾出实际存在的工作唷! - 啾出实际存在的菜色唷!                    | - 大堀雌蕊 个人出道曲『甜蜜股关节』发售中 - AKB新闻 SKE48公演初日 《大声钻石》预约受理中                                     | 大声钻石                   |
| 4      | 10月23日 | -                 | - 新企画 快餐大战!! - 最高龄偶像 大堀雌蕊25岁 迈向个人出道之路                                    | - AKB新闻 『大声钻石』本日发售 「音樂戰士 MUSIC FIGHTER」出演決定                                                            | 大声钻石                   |
| 5      | 10月30日 | -                 | - 目标！百发百啾！啾出正牌货！ 啾出正牌清人妈唷!                                                  | - 今晚是含泪的紧急企划！清人事隔28年后与母亲再会。 - 最高龄偶像 大堀雌蕊25岁 迈向个人出道之路                                | 大声钻石                   |
| 6      | 11月6日  | -                 | - 快餐大战！!! - 最高龄偶像 大堀雌蕊25岁 迈向个人出道之路                                         | - AKB新闻 「櫻之园」宣传 大堀惠 1st写真集「妄撮」                                                                            | 大声钻石                   |
| 7      | 11月13日 | -                 | - 目标！百发百啾！啾出正牌货！ 啾出正牌健康商品唷! - 最高龄偶像 大堀雌蕊25岁 迈向个人出道之路     | - AKB新闻 决定发售日比谷野音演唱会DVD                                                                                        | 大声钻石 （AKB48剧场公演） |
| 8      | 11月20日 | -                 | - 快餐大战！!! - 最高龄偶像 大堀雌蕊25岁 迈向个人出道之路                                         | - 快餐大战！!! - 最高龄偶像 大堀雌蕊25岁 迈向个人出道之路                                                                    | no3b Relax!                |
| 9      | 11月27日 | -                 | - 最高龄偶像 大堀雌蕊25岁 迈向个人出道之路 結果发表                                               | - 最高龄偶像 大堀雌蕊25岁 迈向个人出道之路 結果发表                                                                          | no3b Relax!                |
| 10     | 12月4日  | 中田千智 小原春香 | - 掉下去真讨厌・不足48 私立不足高中                                                               | - 快餐大战！!! - AKB48活动日志 出演「4Colors the brand new christmas 2008」 SKE48 初次在AKB48剧场公演 NHK音乐厅演唱会 新档案 | 大声钻石 （AKB48剧场公演） |
| 11     | 12月11日 | 石田晴香 高城亚树 | - 掉下去真讨厌・不足48 私立不足高中                                                               | - 目标！百发百啾！啾出正牌货！ 啾出实际存在的地名唷!                                                                         | AKB参上!                   |
| 12     | 12月18日 | -                 | - AKB极限角色扮演大战 萌倒5人即可获得1万円 ザ・イロ萌えア                                         | - AKB48新闻 决定举办AKB48怀旧时间套餐 100 2009演唱会                                                                         | 大声钻石 （AKB48剧场公演） |
| 13     | 12月25日 | -                 | - AKB极限角色扮演大战 萌倒5人即可获得1万円 ザ・イロ萌えア 圣诞节特别节目                          | - 前田敦子 1st写真集《Hi。》发售决定                                                                                         | AKB参上!                   |

### 2009年
| 2009年 | 2009年   | 2009年                              | 2009年 | 2009年 | 2009年                                     |
| 集数   | 播放日期 | 值日・主持                          | 内容 | 内容 | Live曲目                                   |
| ------ | -------- | ----------------------------------- | --- | --- | ------------------------------------------ |
| 14     | 1月1日   | 大島麻衣                            | - 盛装满满的秘密新年会! 以初次的整人企划曝光偶像AKB48的本性!                                                                                                  | - AKB48新闻 新曲《10年樱》发售决定 | 大声钻石 （LIVE）                          |
| 15     | 1月8日   | -                                   | - 梦之合流 AKB48&IDOLING - 掉下去真讨厌・不足48 私立不足高中                                                                                                  | - AKB48新闻 前田敦子 1st写真集 | 裙摆飘飘                                   |
| 16     | 1月15日  | -                                   | - 梦之合流 AKB48&IDOLING - 掉下去真讨厌・不足48 私立不足高中                                                                                                  | - AKB48新闻 前田敦子 1st写真集发售纪念特别讯息 『10年樱』3月4日发售（PV摄影影片） 野呂佳代主演舞台剧決定                                                                                           | 裙摆飘飘                                   |
| 17     | 1月22日  | 藤江麗奈 大岛优子                   | - 跑偏了唷！女子常识7 - 想与男友去约会的地点 - 对男友说不出口的秘密 - 男性让人大惊失色的行动 - 前田敦子 歌迷大感謝企画 - 去家里答谢?                          | - AKB48新闻 成人式 《10年樱》发售纪念紧急企划决定 | 走廊奔跑队 初恋冲刺（PV）                  |
| 18     | 1月29日  | 宫泽佐江 松井珠理奈                 | - 跑偏了唷！女子常识7 - 想与男友去约会的地点 - 对男友说不出口的秘密 - 男性让人大惊失色的行动 - 前田敦子 歌迷大感謝企画 - 去家里答谢?                          | - AKB48新闻 大島麻衣 1stDVD「请让我继续学习!」发售中 『初恋冲刺』本日发售 「AKB48要到学校打扰了!」                                                                                                 | 10年樱（PV）                               |
| 19     | 2月5日   | -                                   | - 新系统导入! 快餐大战！!! - 『10年樱』发售决定纪念企划 - 「那时候我很年轻」 - 「10年后的自己会是…?」                                                         | - AKB48新闻 前田敦子 1st写真集握手会・将发售1stDVD「無防備」 将发售板野友美 1st写真集「T.O.M.O.rrow」 大岛优子 1stDVD「开心游玩的优子」发售纪念握手会 SKE48 teamS 2nd公演即将开幕 SKE48第2期选秀会 | 10年樱                                     |
| 20     | 2月12日  | 倉持明日香 佐藤夏希                 | - 跑偏了唷！女子常识5 - 希望男友具备的条件 - 绝对不想和具备这样条件的男人交往                                                                                 | - AKB48新闻 AKBIDOLING『亲亲吧!』预定发售 『teamB 4th Stage「偶像的黎明」』公演开幕 | 10年樱                                     |
| 21     | 2月19日  | -                                   | - 快餐大战！!! - AKB48恭贺新禧整人 未公开影片 | - AKB48新闻 NHK音乐厅演唱会即将举行及先行预约事宜 SKE48 teamS 2nd『TeamS 2nd Stage「手牵手」』公演开幕                                                                                             | 10年樱                                     |
| 22     | 2月26日  | 佐藤夏希 指原莉乃                   | - 跑偏了唷！女子常识5 - 在卡拉OK常唱哪位歌手的歌? - 味道白痴・板野友美指南!                                                                                   | - AKB48新闻 NHK音乐厅演唱会先行预约事宜 『10年樱』下周起发售 | 10年樱                                     |
| 23     | 3月5日   | 佐藤夏希 指原莉乃                   | - 跑偏了唷！女子常识5 - 受男生欢迎的女生的条件 - 『10年樱』发售纪念企划 高橋みなみ与好友的约定 在这个地方等着吗? - 大島麻衣 AKB48毕业                         | - 跑偏了唷！女子常识5 - 受男生欢迎的女生的条件 - 『10年樱』发售纪念企划 高橋みなみ与好友的约定 在这个地方等着吗? - 大島麻衣 AKB48毕业                                                              | 10年樱                                     |
| 24     | 3月12日  | 大岛优子                            | - 头号成员是谁？The AKVegas - 暴走！三轮大奖赛！ - 忍耐仙贝大战 - 问卷调查战                                                                                  | - AKB48新闻 『10年樱』获得公信榜第3名 no3b『种子』3月18日发售 | 10年樱                                     |
| 25     | 3月19日  | -                                   | - AKB48为帮忙留下毕业回忆而出场 送给三年级学生的惊喜演出! | - AKB新闻 向观众募集希望AKB48对自己说的心动一语 大岛优子主演电影「テケテケ」3月21日上映・初日舞台问候                                                                                              | no3b 种子                                  |
| 26     | 3月25日  | -                                   | - ★以成为顶级偶像为目标★ 苦手克服大作战!! | - AKB新闻 『亲亲吧!』下周将发售 前田敦子Blog 開始 | no3b 种子                                  |
| 27     | 4月2日   | 大岛优子                            | - 头号成员是谁？The AKVegas - 横纲对决 大相撲・秋叶原会场 - 玩真的!薄膜大战 - 问卷调查战                                                                      | - AKB新闻 前田敦子官方Blog 达成偶像部门第2名 板野友美1st写真集发售握手会 | AKBIDOLING!!! 啾一个!                      |
| 28     | 4月9日   | 大岛优子                            | - 头号成员是谁？The AKVegas - 圆木敲击生存战 - 水中微笑摄影 - 问卷调查战                                                                                      | - 头号成员是谁？The AKVegas - 圆木敲击生存战 - 水中微笑摄影 - 问卷调查战 | AKBIDOLING!!! 啾一个!                      |
| 29     | 4月16日  | -                                   | - 今夜決定!No.1 AKB48粉丝 - AKB検定 最终预选赛 - AKB検定 决赛                                                                                                 | - AKB新闻 teamK 5th Stage「引体后空翻」公演开幕 走廊奔跑队『幹勁煙花』将发售 | AKBIDOLING!!! 啾一个!                      |
| 30     | 4月23日  | 大岛优子                            | - 头号成员是谁？The AKVegas - 圆木敲击生存战 - 忍耐喷嚏大战! - 问卷调查战 - 大島麻衣 AKB48毕业 - 给各位观众的最后信息 - 毕业企划決定! 挑战最后一程 泪之马拉松 | - AKB新闻 AKB48 重温时间 最佳曲目100 2009DVD将发售 小野惠令奈 最新写真集&1stDVD将发售 收录由成员们作词的歌曲，星野滿1st迷你专辑《毕业》 将发售                                                     | 走廊奔跑队 干劲烟花                        |
| 31     | 4月30日  | 峯岸南                              | - 用测谎器暴露真心话! 真心将棋 (篠田麻里子vs宮崎美穗) - AKBINGO!进军富士电视台 - 让富士台的众位高呼「AKBINGO!」大作战                                         | - AKB新闻 「AKB48 重温时间 最佳曲目100 2009」DVD SKE48第2期生成员披露 大島麻衣毕业企划，决定了参加的马拉松场次                                                                                     | 走廊奔跑队 干劲烟花                        |
| 32     | 5月7日   | -                                   | - 以手相来得知!! 2009年AKB48不幸女排行榜 - 大島麻衣 毕业纪念企划 挑战最后一程 泪之马拉松?                                                                     | - AKB新闻 决定举办SDN48选秀会 AKB48决定进军海外! | 引体后空翻（引體後空翻） （AKB48劇場公演） |
| 33     | 5月14日  | 篠田麻里子                          | - 用测谎器暴露真心话! 真心将棋 (小嶋陽菜vs峯岸南) - 大島麻衣 毕业纪念企划 挑战最后一程 泪之马拉松? - 话语美术馆                                               | - AKB新闻 《惊喜之泪!》6月24日将发售! AKB48举办总选举 「SUPERFLAT FIRST LOVE」 | 小野惠令奈 FIRST LOVE                      |
| 34     | 5月21日  | -                                   | - 大島麻衣 毕业纪念企划 挑战最后一程 泪之马拉松? | - AKB新闻 《惊喜之泪!》6月24日发售 JAPAN EXPO 2009参戦 - AKB臨時新闻 AKB48 13th单曲 选拔总选举 | 初日（LIVE）                               |
| 35     | 5月28日  | 峯岸南                              | - 用测谎器暴露真心话! 真心将棋 (前田敦子vs高橋南) - The AKBEST10                                                                                              | - 话语美术馆 - AKB新闻 AKB48 8期生決定 | 惊喜之泪!（PV）                            |
| 36     | 6月4日   | 大堀惠                              | 【料理】 - 开心学料理！厨艺竞技场 | - AKB新闻 JAPAN EXPO记者会发表 话语美术馆配信中 《惊喜之泪!》发售纪念企划決定 《惊喜之泪!》封面由村上隆设计。                                                                                      | 惊喜之泪! （PV）                           |
| 37     | 6月11日  | 渡邊麻友 柏木由纪 松井珠理奈 峯岸南 | 【团结力】 - Team A与Team K的跳长绳对决!! - The AKBEST10 | - AKB48 选拔总选举速报 - AKB新闻 『惊喜之泪!』发售記念企画 G-rosso公演开幕 《惊喜之泪!》铃声独占先行配信                                                                                           | 惊喜之泪!                                  |
| 38     | 6月18日  | 大堀惠                              | 【料理】 - 开心学料理！厨艺竞技场 | - AKB48 選抜总选举速報 - AKB新闻 话语美术馆配信中 《惊喜之泪!》发售記念企画 《惊喜之泪!》铃声先行配信中                                                                                            | 惊喜之泪!                                  |
| 39     | 6月25日  | -                                   | 【时尚】 - AKB48私服秀2009SUMMER | - AKB新闻 武道館演唱会決定! 话语美术馆配信中・新主题募集 巨人队75周年应援队结成 《惊喜之泪!》被选为読売新聞創刊135周年応援歌曲                                                                     | 惊喜之泪!                                  |
| 40     | 7月2日   | 篠田麻里子 峯岸南                   | 【法语】 - AKBINGO!教育电视台「法语」讲座 - The AKBEST10 | - AKB48 選抜总选举速報 - AKB新闻 举行全国巡演 《惊喜之泪!》获得公信榜第2名 | 惊喜之泪!                                  |
| 41     | 7月9日   | -                                   | - 《惊喜之泪!》发售企划 在学园祭上献出大惊喜!! - 话语美术馆                                                                                                   | - AKB新闻 巨人戦开球仪式 | 惊喜之泪!                                  |
| 42     | 7月16日  | -                                   | 【时尚】 - AKB48私服秀2009SUMMER - AKB48選抜总选举 | - AKB新闻 巴黎公演報告 13th单曲选拔成员・Undergirls成员決定 | 惊喜之泪!                                  |
| 43     | 7月23日  | -                                   | 【法语】 - AKBINGO!教育电视台「法语」讲座 - 话语美术馆 | - AKB新闻 Undergirls『飞不起的凤蝶』发表 SKE48 1st单曲《堅強之勇者》将发售 武道館追加公演決定 | 櫻花的花瓣們 （法语ver.）                  |
| 44     | 7月30日  | 篠田麻里子                          | 【成员的真心话】 - 用测谎器暴露真心话! 真心将棋 (前田敦子vs小嶋陽菜)(宮崎美穗vs高橋南)                                                                        | - AKB新闻 新曲曲名決定 SDN48初日決定 | SKE48 teamS 『强者啊』                     |
| 45     | 8月6日   | 峯岸南                              | 【法语】 - AKBINGO!教育电视台「法语」讲座 - The AKBEST10 | - AKB新闻 《Maybe是藉口》PV完成 SDN48 1st公演开幕 | SKE48 teamS 『强者啊』                     |
| 46     | 8月13日  | 小嶋阳菜                            | 【成员的真心话】 - 用测谎器暴露真心话! 真心将棋 (渡邊麻友vs柏木由紀) - 话语美术馆                                                                             | - AKB48初次的职业摔角参展 想要见到小橋建太選手! - AKB48新闻 宫泽佐江1st写真集将发售 | Maybe是藉口（PV）                          |
| 47     | 8月20日  | 峯岸南                              | 【简讯书写法】 - 简讯美人战 - 若无其事般向自己在意的男生表达心意的简讯 - The AKBEST10                                                                         | - AKB48新闻 AKBINGO!文件夹2009夏版发售 大堀惠随笔集「最下层偶像。」发售 举办「AKB48 夏之BINGO!Live」 「AKB48总选举! 泳装惊喜发表」发售                                                             | Maybe是藉口                                |
| 48     | 8月27日  | 大堀惠                              | 【料理】 - 开心学料理！厨艺竞技场 | - AKB48新闻 AKBINGO!文件夹2009夏版发售 『24小时TV』出演決定 新生各组编成发表 | Maybe是藉口                                |
| 49     | 9月3日   | 大堀惠                              | 【料理】 - 开心学料理！厨艺竞技场 | - AKB48新闻 决定举办研究生选秀会 14th单曲将发售 「AKB48总选举! 泳装惊喜发表」销量突破10万部 前田敦子官方Blog 获得艺人综合排名第4名 『Maybe是藉口』9月7日 公信榜周榜第2位                           | Maybe是藉口                                |
| 50     | 9月10日  | 峯岸南                              | 【简讯书写法】 - 简讯美人战 - 与男友争吵后发去的和好简讯 - The AKBEST10                                                                                       | - AKB48新闻 14th单曲将于9月13日发售 AKBINGO!T恤礼物 | Maybe是藉口（）                            |
| 51     | 9月17日  | 大岛优子 小嶋阳菜                   | 【成员的真心话】 - 用测谎器暴露真心话! 真心将棋 (宮澤佐江vs秋元才加)(松井珠理奈vs篠田麻里子) - 话语美术馆                                                     | - AKB48新闻 《RIVER》PV撮影快調 将举办纽约公演・戛纳公演 将举办AKB歌剧团「∞・Infinity」決定 AKBINGO! T恤礼物                                                                                       | 無法飛翔的凤蝶（）                         |
| 52     | 9月24日  | 石田晴香 向田茉夏                   | 【观察力】 - 找出犯人来！ The AKB罪案搜查 | - AKB48新闻 『因为喜欢你』PV撮影中 柏木由纪1st写真集「以上是柏木由纪。」发售决定 AKBINGO! 歌迷感谢企划决定「成员们到你家里去做早餐!」 AKBINGO!文件夹礼品                                           | Maybe是藉口（）                            |
| 53     | 10月1日  | 宫崎美穂                            | 【成员的真心话】 - 用测谎器暴露真心话! 真心将棋 (小野惠令奈vs渡邊麻友) - 48秒战队 AK连者 - 48秒内全员立起10円硬币 - 话语美术馆                                | - AKB48新闻 『RIVER』影像初公开 SKE48初次写真集发售 AKBINGO!文件夹礼品 | SDN48 孤独的跑者                           |
| 54     | 10月8日  | 石田晴香 向田茉夏                   | 【观察力】 - 找出犯人来！ The AKB罪案搜查 | - AKB48新闻 AKB48 初次登陆美国 AKB歌剧团正式开始活动!! Ameba Pigg「AKB48学园」开幕 | RIVER（RIVER）（PV）                            |
| 55     | 10月15日 | 大堀惠                              | 【料理】 - 开心学料理！厨艺竞技场 - Bad boys紧急发表（清人結婚发表）                                                                                          | 【料理】 - 开心学料理！厨艺竞技场 - Bad boys紧急发表（清人結婚发表） | RIVER                                      |
| 56     | 10月22日 | 大岛优子 小嶋阳菜                   | 【好好去了解成员们!】 - 头号成员是谁？ The AKVegas - 角色扮演障碍物赛跑                                                                                       | - 用测谎器暴露真心话! 真心将棋 (大島優子vs河西智美) - AKB48新闻 大岛优子2nd写真集「优子的难以置信日常」好评发售中 宫泽佐江1st DVD「女朋友」发售 AKB歌剧团「∞・Infinity」                           | RIVER                                      |
| 57     | 10月29日 | 大岛优子                            | 【好好去了解成员们!】 - 头号成员是谁？ The AKVegas - 角色扮演障碍物赛跑                                                                                       | - AKB48到你家为你做早餐! - AKB48新闻 「AKBINGO!」特製 前田敦子2010挂历发售 AKB歌剧团「∞・Infinity」门票好评发售中                                                                                  | RIVER                                      |
| 58     | 11月5日  | 大堀惠                              | 【料理】 - 开心学料理！厨艺竞技场 | - AKB48新闻 小嶋阳菜1st写真集「こじはる」11月6日发售 SKE48 teamS 3rd Stage「制服之芽」开幕 走廊奔跑队3rd单曲『完美呢（完璧ぐ～のね）』11月11日发售                                                 | RIVER                                      |
| 59     | 11月12日 | 大岛优子                            | - 头号成员是谁？ The AKVegas - 跳高大战! - 话语美术馆 | - AKB48新闻 成员爱用品网拍 | 走廊奔跑队 完美呢                          |
| 60     | 11月19日 | 高城亚树 前田亚美                   | - 找出犯人来！ The AKB罪案搜查 - 超紧急企画決定! （峯岸南 挑战后空翻!）                                                                                       | - AKB48新闻 成员爱用品网拍 | 走廊奔跑队 完美呢                          |
| 61     | 11月26日 | -                                   | - 让演艺圈的众位成为AKB歌迷大作战 - 緊急特別企画 峯岸南 挑战后空翻! - 以蹦极跳来克服恐惧心理                                                                  | - AKB48新闻 15th单曲将于2010年2月17日发售 | no3b 吻之流星（PV）                        |
| 62     | 12月3日  | -                                   | - 48秒战队 AK连者 - 用筷子传递红豆唷! - 緊急特別企画 峯岸南 挑战后空翻!                                                                                       | - AKB48新闻 AKB48海外旅行日記「纽约和戛纳很近吗?」12月8日发售 「AKB48 重温时间 最佳曲目100 2010 with Ameba pigg」说明，12月9日开始先行予約 SKE48单独演唱会「名古屋一揆」12月5日开始发售            | RIVER（SP ver.）                           |
| 63     | 12月24日 | -                                   | - AKB48私服秀2009 圣诞特别节目 | - AKB48新闻 Ameba Pigg之AKB48学园圣诞特別企画 『远距离海报』、『Choose me!』2月17日发售，将收录于15th单曲中                                                                                        | Team PB 远距离海报 Team YJ Choose me!      |
| 64     | 12月31日 | -                                   | 【美食报道】 - 绝品老师 - 学习彦摩呂老师的神技! AKB48挑战美食报道!! - 话语美术馆                                                                              | - 艺人!热门金曲爆笑SHOW大战1月9日放送 1月9日播出 | Team PB 远距离海报 Team YJ Choose me!      |

### 2010年
| 2010年 | 2010年   | 2010年              | 2010年 | 2010年 | 2010年                                |
| 集数   | 播放日期 | 值日・主持          | 内容 | 内容 | Live曲目                              |
| ------ | -------- | ------------------- | --- | --- | ------------------------------------- |
| 65     | 1月7日   | -                   | - AKB48私服秀2010 WINTER | - AKB48新闻 15th单曲决定命名为『櫻花印記』! - 艺人!热门金曲爆笑SHOW大战1月9日放送 1月9日播出 | 櫻花印記                              |
| 66     | 1月14日  | -                   | 【美食报道】 - 绝品老师 - 学习彦摩呂老师的神技! AKB48挑战美食报道!! - 48秒战队 AK连者 - 48秒以内全员入洞! - 话语美术馆                                                                     | - AKB48新闻 AKB48 重温时间 最佳曲目100 2010 with Ameba pigg将在电影院同時上映 SDN48第2期生选秀会举行中 | 櫻花印記（PV）                        |
| 67     | 1月21日  | 高城亚树 前田亚美   | 【观察力】 - 找出犯人来！ The AKB罪案搜查 | - AKB48新闻 『AKB48 満席祭り希望赞否两论』 门票销售方法詳細近日发表 | 櫻花印記                              |
| SP     | 1月28日  | 高橋南              | AKBINGO! 2010年也要BIN!BIN!的努力 特别篇 - 用手相来知道!! 2010年AKB48幸运女排行榜 - 用测谎器暴露真心话! 真心将棋 (峯岸南vs板野友美) - 48秒战队 AK连者 - 48秒以内全员罚球入篮! - 话语美术馆 | - AKB48新闻 『远距离海报』、『Choose me!』PV 电视初公开 『櫻花印記』『马路须加摇滚』『远距离海报』『Choose me!』铃声先行配信开始 清人結婚披露宴報告                                                                                          | 马路须加摇滚                          |
| 68     | 2月4日   | 佐藤堇 前田亚美     | - 难搞躲避球 - 话语美术馆 | - AKB48研究生选秀会将举办 截止日期3月1日 | 马路须加摇滚                          |
| 69     | 2月11日  | 篠田麻里子          | - 用测谎器暴露真心话! 真心将棋 (松井珠理奈vs松井玲奈) - 48秒战队 AK连者 - 48秒以内 全员用嘴接住棉花糖! - 话语美术馆                                                                        | - AKB48新闻 初次以48人出演广告 | 櫻花印記                              |
| 70     | 2月18日  | 高柳明音 向田茉夏   | - 难搞躲避球 - 话语美术馆 | - AKB48新闻 前田敦子2nd写真集「阿酱」2月25日发售 SKE48 2nd单曲「蓝天单恋」3月24日発売 | 櫻花印記                              |
| 71     | 2月25日  | 大岛优子 峯岸南     | - 用测谎器暴露真心话! 真心将棋 (宮崎美穗vs前田敦子)(渡辺麻友vs小嶋陽菜) - 新人偶像 春夏秋第1話                                                                                             | - AKB48新闻 AKBINGO!新社会人应援企划「前去为您系领带!」 前田敦子2nd写真集「阿酱」明日发售 话语美术馆新募集主题 研究生选秀会3月1日报名截止 「櫻花印記」公信榜初登场获得第1名                                                                  | 马路须加摇滚                          |
| SP     | 3月3日   | 峯岸南              | AKBINGO! 今夜是女儿节… 2年间名场面全部看光光 特别节目! - The AKBEST20 以排行榜形式回顾过去的影像                                                                                           | - AKB48新闻 AKB48新专辑「神曲们」，决定将于4月7日发售 AKB歌剧团「∞・Infinity」DVD，将于3月6日起发售 SKE48 2nd单曲「蓝天单恋」将于3月24日起发售 AKBINGO! Official Book近日起发售                                                              | Maybe是藉口                           |
| 72     | 3月11日  | 小森美果 佐藤堇     | - DANSO甲子园 | - AKB48新闻 「SKE48 怀旧时间套餐30 2010・神曲时哪首呢??」将于世纪堂举办 no3b 4th单曲「Lie」将于4月21日起发售 「AKB48 时尚手册 寻找时尚女王!」将于3月30日起发售 AKBINGO!Official Book即将发售                                                 | 走廊奔跑隊 鬼脸桥（アッカンベー橋）   |
| 73     | 3月18日  | 高柳明音 向田茉夏   | - DANSO甲子园 | - AKB48新闻 AKB48 2nd BEST ALBUM「神曲们」4月7日起发售 AKB48 时尚手册「任性女友 寻找时尚女王!」将在横浜Arena先行销售 3月23日 将在「AOKI 秋葉原店」限量销售由AKB48设计的领带 AKBINGO!Official Book将于近日发售 走廊奔跑隊「鬼脸桥」本日起发售 | SKE48 「蓝天单恋」（PV）              |
| 74     | 3月25日  | 小野惠令奈          | - 用测谎器暴露真心话! 真心将棋 (奧真奈美vs蓧田麻理子) - AKBINGO!新社会人应援企画 前去为您系领带! - 紧急企画 如果女友是AKB48成员!?                                                          | - AKB48新闻 专辑信息 AKBINGO!Official Book将于近日发售 | SKE48 蓝天单恋                        |
| 75     | 4月1日   | -                   | - AKB真正的温暖人心故事 | - AKB48新闻 夏季演唱会及全国巡演确定 前田亚・宫泽・北原出演日本医師会广告 | 神曲们                                |
| 76     | 4月8日   | 篠田麻里子 松井玲奈 | - 输掉了就会满脸派 松井珠理奈 火焰之10回合胜负!! | - AKB48新闻 AKB48 2nd BEST ALBUM「神曲们」本日起发售 | 你与彩虹和太阳（君と虹と太陽と）      |
| 77     | 4月15日  | 篠田麻里子 松井玲奈 | - 输掉了就会满脸派 松井珠理奈 火焰之10回合胜负!! | - 紧急企划 小嶋阳菜「想要挑战些什么」 - AKB48新闻 AKB48总选举決定 no3b 4th单曲《Lie》下周起发售 | 做自己（自分らしさ）                  |
| 78     | 4月22日  | 指原莉乃            | - 用测谎器暴露真心话! 真心将棋 (柏木由紀vs多田愛佳) - 紧急企划 小嶋阳菜「想要挑战些什么」 - 第二话「小嶋、放弃了」 - 话语美术馆 - AKB48选拔总选举再开！                                    | - AKB48新闻 前田敦子3rd写真集《前田敦子》4月26日发售 AKBINGO!Official Book4月30日发售 AKB48新单曲馬尾與髮圈5月26日发售 | no3b Lie                              |
| 79     | 4月29日  | -                   | - AKB真正的温暖人心故事 - AKBパパラッチ | - AKB48新闻 决定参加7月1日在洛杉矶举行的ANIME EXPO 2010 - 临时新闻 4月25日Bad Boys清人的长女诞生了 | 马尾与发圈（PV）                      |
| 80     | 5月6日   | -                   | - 紧急企划 小嶋阳菜「想要挑战些什么」完结篇 - 第三话「小嶋、想要吃烤肉」 | - AKB48新闻 AKBINGO!Official Book好评发售中 | 被盗走的嘴唇（PV）                    |
| 81     | 5月13日  | 高城亚树 前田亚美   | - 难搞躲避球 - 话语美术馆(前田敦子&大島優子) | - 「Show Battle!」5月18日23：58放送 | 「我的Yell」（PV）                    |
| 82     | 5月20日  | 大島優子            | - AKB整人问答 | - AKB48新闻 AKB48蔬菜姐妹出演广告 | 马尾与发圈                            |
| 83     | 5月27日  | 柏木由紀 小森美果   | - 难搞躲避球 | - AKB48新闻 | 马尾与发圈                            |
| 84     | 6月3日   | -                   | - AKB48 扩大歌迷群体大作战 | - AKB48新闻 6月7日前田敦子4th写真集「ATSUKO」将发售 | 马尾与发圈                            |
| 85     | 6月10日  | 峯岸南              | - AKB48 扩大歌迷群体大作战 | | 马尾与发圈                            |
| 86     | 6月17日  | -                   | - 絕品老師(學習新聞播報) - 話語美術館(板野友美vs峯岸南) - 話語美術館(前田敦子vs篠田麻里子)                                                                                                 | - AKB48新闻 选拔总选举活动结束 | 蔬菜姐妹                              |
| 87     | 6月24日  | -                   | - 絕品老師(學習新聞播報) - 話語美術館(板野友美vs峯岸南) - 話語美術館(前田敦子vs篠田麻里子)                                                                                                 | - 带给你元气!蔬菜姐妹 | 走廊奔跑队 青春的旗幟（PV）           |
| 88     | 7月1日   | 高橋南 篠田麻里子   | - 用测谎器暴露真心话! 真心将棋 (前田敦子vs板野友美)(小嶋陽菜vs宮崎美穗) - 带给你元气!蔬菜姐妹                                                                                              | - AKB48新闻 AKB48各组监制的蜜瓜面包和饭团将于7月1日起 在7－11开始发售 AKB48研究生选秀会自7月1日起开始募集 走廊奔跑队新单曲「青春的旗帜」本日起发售 - AKB600sec.将于7月5日25:29始播                                                           | SKE48 抱歉，SUMMER（PV）              |
| 89     | 7月8日   | 大島優子            | - AKB48大年表问答 | - 带给你元气!蔬菜姐妹 - AKB48新闻 SKE48的新单曲「抱歉 夏天」本日起发售 倉持、高城、柏木结成「French Kiss」组合 7－11×AKB48商品组10日开始发售                                                                                                 | 因为有你在                            |
| 90     | 7月15日  | 大島優子            | - AKB48大年表问答 | - no3b 第5支单曲「只有你 (no3b單曲)\|只有你」8月4日起发售 高橋みなみ挑战企划发动! - AKB48新闻 7月15日～8月31÷日 东京巨蛋城精华区将由成员们轮流值日 在洛杉矶举行的ANIME EXPO 2010上 美国歌迷非常狂热! 8月18日发售的新单曲决定为「無限重播」   | 龙珠队 心之羽根（PV）                 |
| 91     | 7月22日  | 河西智美            | - 用测谎器暴露真心话! 真心将棋 (大島優子vs北原里英) - 高桥みなみ挑战「落語」! | - AKB48新闻 龙珠队新曲「心之羽翼」本日起发售 - 决定举办NMB48选秀会 - SKE48 4期生选修募集中 - 「無限重播」PV拍攝中 | 淚之拉鋸戰（PV）                      |
| 92     | 7月29日  | 大家志津香 佐藤堇   | - 难搞躲避球 | - 高桥南挑战「落語!第三話「AD的真心话」 | 「Lucky seven」（PV）                 |
| 93     | 8月5日   | 柏木由紀            | - 用测谎器暴露真心话! 真心将棋 (渡邊麻友vs指原莉乃) - AKB48 扩大歌迷群体大作战 - 话语美术馆                                                                                                | - AKB48新聞 no3b新曲「只有你」本日起發售 - Team A.K.B 新編組公演開始 | 「無限重播」（PV）                    |
| 94     | 8月12日  | 中田千智 石田晴香   | - 难搞躲避球 | - AKB48新聞 AKB48出演UHA味覚糖Pucho的广告 | 「無限重播」                          |
| 95     | 8月19日  | -                   | - AKB48 扩大歌迷群体大作战 | - 高桥南挑战「落語」! | 「無限重播」                          |
| 96     | 8月26日  | -                   | - AKB48 扩大歌迷群体大作战 | - AKB48新闻 走廊奔跑隊6th單曲「抱緊我」9月1日起發售 | 「無限重播」                          |
| 97     | 9月2日   | -                   | - 快餐大戰!!! | - AKB48新聞 French Kiss出道單曲「很早以前」9月8日起發售 走廊奔跑隊6th單曲「抱緊我」今日起發售 | 走廊奔跑隊 「抱緊我」PV               |
| 98     | 9月9日   | 前田敦子            | - 用测谎器暴露真心话!真心将棋 (高橋みなみvs高城亞樹) - 快餐大戰!!! - 话语美术馆 | - AKB48新聞 10月9日・10日「AKB48 東京秋祭り」決定召開! | French Kiss 很早以前（PV）            |
| 99     | 9月16日  | 峯岸南              | - NO.1 成員會是誰?AKB vegas - 话语美术馆 | - AKB48新聞 高橋南首本寫真集「たかみな」9月22日起發售 AKB被醒神早餐宣傳活動選為代言人! | 無限重播                              |
| 100    | 9月23日  | -                   | - AKB48私服collection 2010 秋季 | - AKB48新聞 第18首單曲「Beginner」10月27日起發售 | 迷你裙的妖精                          |
| 101    | 9月30日  | 峯岸南              | - NO.1 成員會是誰?AKB vegas - 话语美术馆 | - AKB48新聞 第18首單曲「Beginner」PV拍攝中 | 專屬於我的Value（PV）                 |
| 102    | 10月7日  | -                   | - AKB48私服collection 2010 秋季 | - AKB48新聞 走廊奔跑隊1st專輯「不要在走廊奔跑!」10月13日發售 | 哭泣的場所（PV）                      |
| 103    | 10月14日 | -                   | - 速食店大戰 | - AKB48新聞 走廊奔跑隊1st專輯「不要在走廊奔跑!」10月13日發售 第18首單曲「Beginner」10月27日起發售 | Beginner（PV）                        |
| 104    | 10月21日 | 米澤瑠美 石田晴香   | - 難搞躲避球 | - AKB48新聞 AKB48 Official Calender Box2011開始預購 第18首單曲「Beginner」10月27日起發售 | Beginner                              |
| 105    | 10月28日 | -                   | - 速食店大戰 - 話語美術館 | | Beginner                              |
| 106    | 11月4日  | 小林香菜 仁藤萌乃   | - 難搞躲避球 - 話語美術館(佐藤亞美菜vs小嶋陽菜) | - AKB48新聞 AKB48 參演Asia Song Festival in Seoul AKB48 Official Shop HongKong開幕 與7-11合作的杏仁餅干聖誕蛋糕預購中(日本地區) | Beginner                              |
| 107    | 11月11日 | -                   | - 數字飛車 | - AKB48新聞 第18首單曲「Beginner」絕讚發售中 第19首單曲「機會的順序」12月8日起發售 第19首單曲C/W曲「約定好的聖誕節」 | SKE48 1!2!3!4! 請多關照!（PV）        |
| 108    | 11月18日 | -                   | - AKBingo新人公認首推大賽! | - AKB48新聞 SKE第4首單曲「1!2!3!4! 請多關照!」11月17日起發售 | GAGAGA（PV）(SDN48)                   |
| 109    | 11月25日 | -                   | - AKBingo新人公認首推大賽! | - AKB48新聞 SDN48出道單曲「GAGAGA」11月24日起發售 AKB48拍攝HP的廣告中 AKB&SKE首次海外公演in澳門大成功 | 機會的順序（PV）&約定好的聖誕節（PV） |
| 110    | 12月2日  | -                   | - 數字飛車 | - AKB48新聞 SKE48 松井玲奈、松井珠里奈被選為微軟Kinect代言人,SKE單曲《1!2!3!4! 請多關照!》被選為CM歌曲 AKB48 19th單曲「機會的順序」12月8日起發售                                                                                             | 機會的順序                            |
| 111    | 12月16日 | 高橋南              | - 2010名場面回顧 | - AKB48新聞 French Kiss 2nd單曲「If」2011年1月19日起發售 AKB48 19th單曲「機會的順序」Oricon初登場第一位 | 約定好的聖誕節                        |
| 112    | 12月23日 |                     | - 第3回簡訊美人戰 | - AKB48新聞 French Kiss 2nd單曲《IF》2011年1月19日起發售 AKB48 19th單曲《機會的順序》Oricon初登場第一位 | 約定好的聖誕節                        |
| 113    | 12月30日 | -                   | - 第4回簡訊美人戰<近野莉菜首推特別節目> | - AKB48新聞 no3b 1st專輯1月1日起發售 NMB48 1st公演1月1日起開始公演 | 機會的順序                            |

### 2011年
| 2011年 | 2011年   | 2011年                 | 2011年                                                                        | 2011年 | 2011年                                                   |
| 集数   | 播放日期 | 值日・主持             | 内容                                                                          | 内容 | Live曲目                                                 |
| ------ | -------- | ---------------------- | ----------------------------------------------------------------------------- | --- | -------------------------------------------------------- |
| SP     | 1月1日   | 田村淳 森富美 馬場典子 | - 新年快樂AKB!2011也幹勁滿滿的全員盛裝大集合 新年直播特別節目                 | - 此節目為日本電視台在2011年元旦播出的直播特別節目，雖無AKBingo冠名，但製作團隊仍為AKBingo。 - 滑梯問答大賽 - 模仿猜迷大賽 - 障礙物接力賽 - 印象問卷調查 - 塞滿人大挑戰 | 《無限重播》 《馬尾與髮圈》 《想見你》（組曲）           |
| 114    | 1月6日   | 板野友美 渡邊麻友      | - AKBingo新年整人特別節目                                                     | - AKB48新聞 AKB48劇場 5周年紀念活動 | 《櫻花印記》（5周年劇場Live）                            |
| 115    | 1月13日  | 板野友美 渡邊麻友      | - AKBingo新年整人特別節目                                                     | - AKB48新聞 AKB48 第20張單曲《變成櫻花樹》2月16日起發售 NMB48 1st公演《為了誰》開始公演 板野友美 Solo單曲《Dear J》1月26日起發售 Requset hour set list Best 100 2011將在全國電影院聯播 | French Kiss《IF》（PV）                                  |
| 116    | 1月20日  | 倉持明日香 秋元才加    | - 到長崎謝罪&福岡吃喝玩樂之旅(上)                                             | - AKB48新聞 French Kiss 第2張單曲《IF》2011年1月19日起發售 AKB48 第20張單曲《變成櫻花樹》2月16日起發售 AKB48 電影《DOCUMENTARY of AKB48 to be continued》1月22日起上映 | 板野友美《Dear J》                                       |
| 117    | 1月27日  | -                      | - 到長崎謝罪&福岡吃喝玩樂之旅(下) - 新人偶像 春夏AKi 未公開篇<French Kiss SP> | - AKB48新聞 Requset hour set list Best 100 2011 第1名為Heavy Rotation 板野友美 Solo單曲《Dear J》1月26日起發售 | 走廊奔跑隊《情人節之吻》（PV）                           |
| SP     | 2月3日   | -                      | - 手相鑑定 AKB48 Lucky Girl 2011(1小時SP) - NMB48初登場                       | - AKB48新聞 板野友美 第1張單曲《Dear J》大好評發售中 板野友美被選為Samantha Thavasa品牌代言人 走廊亂跑隊7 單曲《情人節之吻》2月2日起發售 AKB48 第12期研究生甄選開始 | 《變成櫻花樹》（PV）                                     |
| 118    | 2月9日   | 山本彩 渡邊美優紀      | - 男裝甲子園（上）                                                            | | 《變成櫻花樹》（PV）                                     |
| 119    | 2月17日  | -                      | - 男裝甲子園（下） - 話語美術館（柏木vs宮澤）                                 | | 《變成櫻花樹》                                           |
| 120    | 2月24日  | -                      | - 速食店大戰                                                                  | - AKB48新聞 SKE48 第5張單曲《萬歲Venus》3月9日起發售 Not yet出道決定 第1張單曲《週末Not yet》3月16日起發售 | 《變成櫻花樹》                                           |
| 121    | 3月3日   | -                      | - 與一般女生講述真心話                                                        | - AKB48新聞 AKB48 新專輯4月6日起發售決定 no3b 第6張單曲《Answer》3月2日起發售 | no3b《Answer》（PV）                                     |
| 122    | 3月10日  | -                      | - 速食店大戰                                                                  | - AKB48新聞 AKB48 第3張專輯 4月6日起發售決定 Not yet 第1張單曲《週未Not yet》3月16日起發售 SDN48 新期甄選募集 | SKE48《萬歲Venus》（PV）                                 |
| 123    | 3月17日  | -                      | - 與一般女生講述真心話                                                        | - AKB48新聞 SDN48 第2張單曲《請給我愛》3月23日起發售 Not yet 第1張單曲《週未Not yet》3月16日起發售 | Not yet《週未Not yet》（PV）                             |
| 124    | 3月24日  | -                      | - 傳遞元氣計劃                                                                | 下期為AKBeginner |                                                          |
| 125    | 3月31日  | -                      | - AKBeginner - 特技10連發 - 演技力大戰                                        | - AKB48新聞 SDN48 第2張單曲《請給我愛》3月23日起發售 | SDN48《請給我愛》                                        |
| 126    | 4月7日   | -                      | - AKBeginner - 奇趣事大戰系列 - 不冷場笑話 - 服裝障礙賽                       | - AKB48新聞 SDN48 第2張單曲《愛、吻我吧》4月6日起發售 AKB48 第21張單曲《Everyday、髮箍》5月25日起發售 第3回第22張單曲總選舉決定 AKB48 第3張專輯《就是在這裡》6月8日起發售決定 | 《为了谁 ～What can I do for someone?～》(AKBingo特別版) |
| 127    | 4月14日  | -                      | - AKBeginner - 要掉下去的哦♥ 找不足48                                         | - AKB48新聞 AKB48 第21張單曲《Everday、髮箍》被選為電影《如果高中棒球部的女經理唸了杜拉克的管理學》 | 《为了谁 ～What can I do for someone?～》（配信限定版）  |
| 128    | 4月21日  | -                      | - AKBeginner - 要掉下去的哦♥ 找不足48                                         | - AKB48新聞 AKB48 第21張單曲《Everday、髮箍》5月25日起發售 MV拍攝中 | Anti（AKB研究生）                                        |
| 129    | 4月28日  | 高橋南                 | - Battle Card 挑選手機照 - AKBeginner~收視率報告                              | - AKB48新聞 AKB48 第一次海外定期公演決定 5月15日起定期在新加坡舉行（SKE48&SDN48也會參加） AKB48 第21張單曲《Everyday、髮箍》5月25日起發售 | 《Everyday、髮箍》（PV）                                 |
| 130    | 5月5日   | 小嶋菜月 阿部瑪莉亞    | - 難搞躲避球                                                                  | - AKB48新聞 AKB48 第21張單曲《Everyday、髮箍》Type-B C/W曲 《人的力量》MV制作完成 將在Tokyo Dome City Hall舉辦~獻給沒能看到的你~ 全公演舉辦決定 前田敦子 Solo單曲《Flower》決定，同時將作為主演電影的配樂 | French Kiss《太遜了I love you!》（PV）                   |
| 131    | 5月12日  | 小嶋陽菜               | - Battle Card 挑選手機照（高橋vs市川）                                        | - AKB48新聞 AKB48 第21張單曲《Everyday、髮箍》收錄C/W曲《現在開始Wonderland》收錄 九州福岡的姐妹團 HKT48組成決定，參加者募集中 板野友美將連續兩個月推出配信限定歌曲，第一彈《Wanna be now》配信中 French Kiss 第3張單曲《太遜了I love you!》2011年5月11日起發售 將在Tokyo Dome City Hall舉辦~獻給沒能看到的你~ 全公演舉辦決定 前田敦子 Solo單曲《Flower》決定，同時將作為主演電影的配樂 | Diva《月的裏側》（PV）                                   |
| 132    | 5月19日  | 藤田奈那 片山陽加      | - 難搞躲避球                                                                  | - AKB48新聞 AKB48子組合 Diva 5月18日正式出道,1st單曲「月之裏側」5月18日起發售 ~獻給沒能看到的你~ 全公演將在全國電影院實況轉播 第22張單曲選拔總選舉將於6月9日於日本武道館舉行 AKB48 第21張單曲《Everyday、髮箍》5月25日起發售 | 《Everyday、髮箍》（PV）                                 |
| 133    | 5月26日  | 高橋南 河西智美        | - 正直將棋（篠田vs前田；板野vs秋元）                                          | - AKB48新聞 AKB48初次海外定期公演 新加坡公演大成功 AKB48 MV精選集《AKB滿載 ～THE BEST MUSIC VIDEO～》6月24日起發售 AKB48 第21張單曲《Everyday、髮箍》5月25日起發售 | 《Everyday、髮箍》                                       |
| 134    | 6月2日   | 佐藤亞美菜             | - Battle Card 挑選手機照(峯岸vs竹內)                                          | - AKB48新聞 ~獻給沒能看到的你~ 全公演電影院實況轉播門票發售中 6月9日第22張單曲選拔總選舉，將在電影院實況轉播 前田敦子主演《如果高中棒球部的女經理唸了杜拉克的管理學》6月4日上映 前田敦子 Solo出道單曲《Flower》劇場版附贈3段敦子的妄想電話 | 《Everyday、髮箍》                                       |
| 135    | 6月9日   | 篠田麻里子 前田敦子    | - 正直將棋（市川vs小嶋；宮澤vs島崎）                                          | - AKB48新聞 AKB48 3rd專輯《就是在這裡》6月8日起發售決定 | 《少女們》 (演唱會版)                                    |
| 136    | 6月16日  | -                      | - 胖妞錦標賽                                                                  | - AKB48新聞 廣告「冰之果實」代言人決定 | 前田敦子《Flower》（PV）                                 |
| 137    | 6月23日  | 前田敦子 小嶋陽菜      | - 正直將棋（竹內vs高橋；峯岸vs大場）                                          | - AKB48新聞 前田敦子 Solo單曲《Flower》6月22日起發售 | no3b《觸不到的唇…》（PV）                                |
| 138    | 6月30日  | -                      | - 速食店大戰                                                                  | - AKB48新聞 no3b 第7張單曲《觸不到的唇…》6月29日起發售 AKB48 第22張單曲曲名決定《飛翔入手》 | Not yet《破浪刨冰》                                      |
| 139    | 7月7日   | 大島優子               | - 跟小老师学技术                                                              | - AKB48新聞 AKB48 第13期研究生甄選開始 PSP游戏「如果与1/48 AKB偶像在关岛恋爱的话」第二彈決定 第24張單曲猜拳選大會決定9月20日在日本武道館舉行 Not yet 第2張單曲《破浪刨冰》7月6日起發售 | 板野友美《突然間》（PV）                                 |
| 140    | 7月14日  | 大島優子               | - 跟小老师学技术                                                              | - AKB48新聞 板野友美 第2張單曲《突然間》7月13日起發售 | NMB48《絕滅黑髮少女》（PV）                              |
| 141    | 7月21日  | 小林香菜 中塚智實      | - 難搞躲避球                                                                  | - AKB48新聞 AKB48 第22張單曲CW曲《ICE之唇》MV拍攝完成 NMB48 第1張單曲《絶滅黑髪少女》7月20日起發售 | SKE48《翡翠色的沙灘裙》（PV）                            |
| 142    | 7月28日  | -                      | - 速食店大戰                                                                  | - AKB48新聞 AKB48 第22張單曲拍摄花絮 SKE48 第6張《翡翠色的沙灘裙》7月27日起發售 | 走廊奔跑隊《笨拙的媚眼》（PV）                           |
| 143    | 8月4日   | 中田千智 野中美鄉      | - 難搞躲避球                                                                  | - AKB48新聞 走廊奔跑隊 第8張單曲《笨拙的媚眼》8月3日起發售 AKB48 第22張單曲Under Girls《不能擁抱你》MV拍攝完成 | DiVA《Cry》（PV）                                        |
| 144    | 8月11日  | -                      | - 速食店大戰                                                                  | - AKB48新聞 AKB48 第22張單曲《飛翔入手》MV拍攝完成 DiVA 第2張單曲《Cry》8月10日起發售 | SDN48《MIN・MIN・MIN》（PV）                             |
| 145    | 8月18日  | -                      | - AKB48私服秀                                                                 | - AKB48新聞 SDN48 第3張單曲《MIN・MIN・MIN》8月10日發售 AKB48 第22張單曲《飛翔入手》8月24日發售 | 《飛翔入手》（PV）                                       |
| 146    | 8月25日  | -                      | - 私立美男学園 模特男研究部 - 話語美術館                                      | | 《飛翔入手》 Live特別版                                  |
| 147    | 9月1日   | -                      | - AKB48私服秀                                                                 | - AKB48新聞 AKB48 第24張單曲選拔猜拳大會，將在電影院實況轉播，海外轉播預定 | 《飛翔入手》 Live                                        |
| 148    | 9月8日   | -                      | - 私立美男学園 模特男研究部 - 話語美術館                                      | - AKB48新聞 SKE48 第5期研究生甄選開始 峯岸南 成為卡巴斯基選拔CM的代言人 AKB48 第23張單曲曲名決定為《風正在吹》 | 《飛翔入手》 Live                                        |
| 149    | 9月15日  | -                      | - 好想見到你♥ 我仍未知道的另一個我!                                           | - AKB48新聞 AKB48 第24張單曲選拔猜拳大會，將在電影院實況轉播，門票好評發售中 | 《飛翔入手》 Live                                        |
| 150    | 9月22日  | 入山杏奈 片山陽加      | - 找出犯人來!・ AKB罪案搜查 - 話語美術館                                      | - AKB48新聞 海外的AKB48姊妹組合JKT48啟動，將在印尼首都雅加達誕生 AKB48 第23張單曲將在10月26日發售 | 《為了誰 -What can I do for someone?-》 Live             |
| 151    | 9月29日  | -                      | - 好想見到你♥ 我仍未知道的另一個我!                                           | - AKB48新聞 AKB48 第24張單曲選拔成員決定 | 《飛翔入手》（武道館Live）                               |
| 152    | 10月6日  | 入山杏奈 片山陽加      | - 找出犯人來!・ AKB罪案搜查                                                   | - AKB48新聞 中國舉行的上海日本周2011 J-POP演唱會中AKB48出演熱烈歡迎 究極戀愛妄想遊戲第2彈《與AKB1/48 偶像在關島戀愛的話…》在10月6日發售 | 《你的背影》（PV）                                       |
| 153    | 10月13日 | -                      | - 速食店大戰                                                                  | - AKB48新聞 AKB48 第23張單曲《風正在吹》10月26日發售 SKE48 Team KII原創公演「彈珠汽水的飲用方法」10月1日在Sunshine Sakae開始 | NMB48《Oh My God!》（PV）                                |
| 154    | 10月19日 | 永尾瑪莉亞 阿部瑪利亞  | - 難搞躲避球                                                                  | - AKB48新聞 NMB48 第2張單曲《Oh My God!》10月19日發售 Team4首台公演「我的太陽」開始，島田晴香隊長代任決定 | 《風正在吹》Live                                         |
| 155    | 10月27日 | -                      | - 速食店大戰                                                                  | - AKB48新聞 SND48在2012年3月31日全員畢業 | 《風正在吹》Live                                         |
| 156    | 11月3日  | 橫山由依 增田有華      | - 難搞躲避球 - 話語美術館                                                     | - AKB48新聞 AKB48 第23張單曲《風正在吹》發售初日突破104萬張 AKB48猜拳單曲名字決定《崇尚麻里子》 以福岡・博多為據點的HKT48初次登場 | SKE48《愛就OK》Live                                      |
| 157    | 11月10日 | -                      | - AKB48vsSKE48 絆之戰!                                                        | - AKB48新聞 AKB48 第24張單曲選拔成員確定 SKE48 第7張單曲《愛就OK》在11月9日發售 AKB首個海外組合 以印尼雅加達為據點的JKT48一期生決定 | Not yet《愛說愛說愛說的男人》（PV）                      |
| 158    | 11月17日 | -                      | - AKB48 vs SKE48 絆之戰!                                                      | - AKB48新聞 AKB48 第24張單曲《崇尚麻里子》MV拍攝完成 Not yet 第3張單曲《愛說愛說愛說的男人》在11月16日發售 | French Kiss《最初的Mail》（PV）                          |
| 159    | 11月24日 | -                      | - AKB48 vs SKE48 絆之戰!                                                      | - AKB48新聞 French Kiss 第4張單曲《最初的Mail》絕贊發售中 以福岡・博多為據點的HKT48公演初日在11月26日 走廊奔跑隊 第8張單曲《希望山脈》在11月30日發售 | 走廊奔跑隊《希望山脈》（PV）                             |
| 160    | 12月1日  | -                      | - AKB48 vs SKE48 速食店大戰!                                                  | - AKB48新聞 走廊奔跑隊 第8張單曲《希望山脈》在11月30日發售 HKT48公演在11月26日開始 | 《崇尚麻里子》Live                                       |
| 161    | 12月8日  | -                      | - AKB48 vs SKE48 速食店大戰! - 話語美術館                                     | - AKB48新聞 SDN48第4張單曲《在麻布十番勸說 duet with Monta Mino》在12月28日發售 | 《崇尚麻里子》Live                                       |
| 162    | 12月15日 | -                      | - 私立美男学園 模特男研究部                                                   | - AKB48新聞 AKB48劇場開放至今6周年 AKB48紅白對抗歌合戰於12月20日在TDC Hall舉行，全國電影院亦能欣賞 AKB48 第24張單曲《崇尚麻里子》發售初週突破100萬張，Oricon公信榜獲得第一 | 《耶誕夜》（PV）                                         |
| 163    | 12月22日 | -                      | - 冬季私服秀                                                                  | - AKB48新聞 Team A岩佐美咲在2月1日演歌《無人車站》Solo決定 no3b 第8張單曲《Pedicure day》在12月28日發售 | SDN48《在麻布十番勸說 duet with Monta Mino》（PV）       |
| 164    | 12月29日 | -                      | - 冬季私服秀                                                                  | - AKB48新聞 指原莉乃首次主演連續劇《繆斯之鏡》在1月14日首播 SDN48 第4張單曲《在麻布十番勸說 duet with Monta Mino》發售 AKB48紅白對抗歌合戰白組勝出 | no3b《Pedicure day》（PV）                               |

### 2012年
| 2012年 | 2012年   | 2012年                          | 2012年 | 2012年                                                      |                                        |
| 集数   | 播放日期 | 值日・主持                      | 内容 | Live曲目                                                    |                                        |
| ------ | -------- | ------------------------------- | --- | ----------------------------------------------------------- | -------------------------------------- |
| 165    | 1月5日   | -                               | - 48家族運氣最好的成員是誰？幸運女孩排行榜2012 （） | AKB48 暢銷曲特別組曲 棚內現場演唱                           |                                        |
| 166    | 1月12日  | -                               | - 48家族運氣最好的成員是誰？幸運女孩排行榜2012 （） | AKB48 《Everyday、髮箍》 （Everyday、カチューシャ）                               |                                        |
| 167    | 1月19日  | -                               | - 私立型男學園 搶手男研究部 （私立イケメン学園 モテ男研究部） - 心動語美術館 （） 佐藤菫 VS 島崎遙香 | SKE48 《單戀Finally》（片想いFinally） 棚內現場演唱                      |                                        |
| 168    | 1月26日  | -                               | - 惡整躲避球 （） 線審：松岡菜摘、兒玉遙、若田部遙 | 岩佐美咲 《無人車站》（無人駅） 棚內現場演唱                      |                                        |
| 169    | 2月2日   | -                               | - 惡整躲避球 線審：山口夕輝、肥川彩愛 - 心動語美術館 多田愛佳 VS 岩佐美咲 | NMB48 《純情U-19》MV版                                      |                                        |
| 170    | 2月9日   | -                               | - 用測謊器暴露真心！誠實將棋 （） - 指原莉乃 對 大家志津香 （解說員：高橋南） - 市川美織 對 入山杏奈 （解說員：島田晴香）                                                                                | AKB48 《GIVE ME FIVE!》MV版                                 |                                        |
| 171    | 2月16日  | -                               | - 用信紙傳遞 最初的感謝 （） 新娘：高橋南 | AKB48 《GIVE ME FIVE!》MV版                                 |                                        |
| 172    | 2月23日  | -                               | - 用測謊器暴露真心！誠實將棋 - 北原里英 對 高城亞樹 （解說員：倉持明日香） - 島田晴香 對 山內鈴蘭 （解說員：高橋南）                                                                                     | 渡邊麻友 《怦然心動》MV版 （）                              |                                        |
| 173    | 3月1日   | -                               | - 用信紙傳遞 最初的感謝 新娘：北原里英 | SDN48 《毫不認輸Congratulation》 （負け惜しみコングラチュレーション） MV版                  |                                        |
| SP     | 3月4日   | -                               | - 謝謝你的推 AKB48突然！！到你的家鄉打擾特集 （推してくれてありがとう AKB48が突然!!あなたの町におじゃましちゃいますSP） |                                                             |                                        |
| 174    | 3月8日   | -                               | - AKB48最會唱歌的是誰？歌后錦標賽 （） 參賽成員：山內鈴蘭、佐藤菫、中村麻里子、宮崎美穗、增田有華、片山陽加、岩佐美咲、市川美織、大家志津香、佐藤亞美菜、石田晴香、竹內美宥 湯淺順司（總審查長、審査員） | HKT48 《無限重播》 （ヘビーローテーション） 棚內現場演唱                        |                                        |
| 175    | 3月15日  | -                               | - AKB48最會唱歌的是誰？歌后錦標賽 （） 參賽成員：山內鈴蘭、佐藤菫、中村麻里子、宮崎美穗、增田有華、片山陽加、岩佐美咲、市川美織、大家志津香、佐藤亞美菜、石田晴香、竹內美宥 湯淺順司（總審查長、審査員） | DiVA 《Lost the way》MV版                                   |                                        |
| 176    | 3月22日  | -                               | - AKB48最會唱歌的是誰？歌后錦標賽 （） 參賽成員：山內鈴蘭、佐藤菫、中村麻里子、宮崎美穗、增田有華、片山陽加、岩佐美咲、市川美織、大家志津香、佐藤亞美菜、石田晴香、竹內美宥 湯淺順司（總審查長、審査員） | AKB48 《為了誰 -What can I do for someone?-》               |                                        |
| 177    | 3月29日  | 倉持明日香                      | - 萬一來到攝影棚的超能力者是假貨的話？整人大作戰！ （） | 渡邊麻友 《怦然心動》 （シンクロときめき） 棚內現場演唱                     |                                        |
| 178    | 4月5日   | 倉持明日香                      | - 萬一來到攝影棚的超能力者是假貨的話？整人大作戰！ （） | -                                                           | -                                      |
| 179    | 4月12日  | -                               | - AKB48私服秀 2012春季版（前篇） （） 參賽成員：板野友美、松井咲子、島田晴香、北原里英、竹內美宥、島崎遙香 - 指原莉乃 vs 乃木坂46 認真大對決 （）                                                        | AKB48 《仲夏的Sounds good !》 （）                          |                                        |
| 180    | 4月19日  | -                               | - 歡迎加入興趣小組 ～你所不知的漫畫魅力～（前篇） （） 興趣小組成員：田名部生來、橫山由依、石田晴香、北原里英、峯岸南 - 指原莉乃 vs 乃木坂46 認真大對決                                                  | 板野友美 《給10年後的你》MV版 （）                          |                                        |
| 181    | 4月26日  | -                               | - 歡迎加入興趣小組 ～你所不知的漫畫魅力～（後篇） - 心動語美術館 前田亞美 VS 島田晴香 - 指原莉乃 vs 乃木坂46 小指子啟動！ （）                                                                           | 指原莉乃 《就是喜歡妳》MV版 （）                            |                                        |
| 182    | 5月3日   | -                               | - AKBINGO!特別編 緊急現場轉播 SASHIBINGO! （） | NMB48 《海岸邊最可愛的女孩！》MV版 （）                     |                                        |
| 183    | 5月10日  | -                               | - AKB48私服秀 2012春季版（後編） 參賽成員：柏木由紀、內山鈴蘭、峯岸南、河西智美、市川美織、渡邊麻友 - 心動語美術館 北原里英 VS 大場美奈                                                                  | SKE48 《I love you 我愛你！》MV版 （）                      |                                        |
| 184    | 5月17日  | 佐藤亞美菜                      | - 你的AKB48知識有多高？The AKB檢定～藝人大會～ （） | AKB48 《仲夏的Sounds good!》 （） 棚內現場演唱              |                                        |
| 185    | 5月24日  | 佐藤亞美菜                      | - 你的AKB48知識有多高？The AKB檢定～藝人大會～ （） | -                                                           | 走廊奔跑隊7 《少年喲 說謊吧！》MV （） |
| 186    | 5月31日  | 佐藤亞美菜                      | - 你的AKB48知識有多高？The AKB檢定～藝人大會～ （） | -                                                           | Not yet 《西瓜BABY》MV                 |
| 187    | 6月76日  | -                               | - AKBINGO!緊急現場直播 第4回選拔總選舉精選 （） | AKB48 《仲夏的Sounds good!》 棚內現場演唱                   |                                        |
| 188    | 6月14日  | -                               | - AKB達筆選拔 天下第一書道會（初賽） （） | 前田敦子 《你就是我》MV （）                                |                                        |
| 189    | 6月21日  | -                               | - AKB達筆選拔 天下第一書道會（準決賽、決賽） - 心動語美術館 北原里英 VS 山內鈴蘭 | AKB48 《仲夏的Sounds good!》                                |                                        |
| 190    | 6月28日  | -                               | - AKBINGO!特別版 宮本亞門 音樂劇「Wiz」 第二次試演會 （） | AKB48 Team K 《RESET》                                      |                                        |
| 191    | 7月4日   | -                               | - 指名回答！當然答得出來！！ （） - 莊家：柏木由紀 - 解說員：佐藤夏希 | AKB48 Team B 《推Team B》                                   |                                        |
| 192    | 7月12日  | -                               | - 指名回答！當然答得出來！！ - 莊家：高橋南 - 解說員：梅田彩佳 | French Kiss 《Romance Privacy》 棚內現場演唱                |                                        |
| 193    | 7月19日  | -                               | - 仰慕的前輩No.1是誰！人望高&低 （） - 參賽前輩：宮澤佐江、柏木由紀、渡邊麻友、倉持明日香、秋元才加 | 渡邊麻友 《大人彩色糖》MV （）                              |                                        |
| 194    | 7月26日  | 大家志津香 佐藤亞美菜 （）      | - 仰慕的前輩No.1是誰！人望高&低 （） - 參賽前輩：宮澤佐江、柏木由紀、渡邊麻友、倉持明日香、秋元才加 | NO NAME 《關於希望》MV （）                                 |                                        |
| 195    | 8月9日   | 松原夏海 增田有華 （）          | - AKBINGO!特別版 宮本亞門音樂劇「Wiz」 最終試演會 | NMB48 《Virginity》MV （）                                  |                                        |
| SP     | 8月16日  | 柏木由紀 渡邊麻友               | - AKBINGO!夏季特集！全力樂團錦標賽 ） 助理主持人：大島優子、小嶋陽菜 | -                                                           |                                        |
| SP     | 8月23日  | -                               | - AKBINGO!夏季特集！全力樂團錦標賽 ） 助理主持人：大島優子、小嶋陽菜 | AKB48 《格子花紋》MV （）                                   |                                        |
| 196    | 8月30日  | 松井咲子 藤江麗奈 （）          | - 用信紙傳遞 最初的感謝 （） 新娘：宮澤佐江 | AKB48 《格子花紋》                                          |                                        |
| 197    | 9月6日   | 北原里英 高城亞樹 （）          | - 前田敦子畢業特集 （） | AKB48 《櫻花花瓣》 （）                                     |                                        |
| 198    | 9月13日  | 岩佐美咲 小森美果 （）          | - 用信紙傳遞 最初的感謝 新娘：柏木由紀 | SKE48 《即使接吻也是左撇子》MV （）                         |                                        |
| 199    | 9月20日  | 梅田彩佳 宮澤佐江 （DiVA）      | - AKB48推薦曲排行榜 （） - AKB賽馬 （） - 解說：北原里英 - 參賽成員：板野友美、宮澤佐江、大家志津香 | SKE48 SKE48特別組曲                                         |                                        |
| 200    | 9月27日  | 秋元才加 倉持明日香 （）        | - 指名回答！當然答得出來！！ （） - 莊家：宮澤佐江 - 參與成員：松原夏海、小林香菜、松井咲子、梅田彩佳、秋元才加                                                                                          | AKB48 《UZA》                                               |                                        |
| 201    | 10月4日  | 指原莉乃 向田真希               | - AKB48推薦曲排行榜 - AKB賽馬 - 解說：宮澤佐江 - 參賽成員：高城亞樹、北原里英、河西智美 | 松井咲子 《魂的移動～Google+網民的主題曲》MV （）           |                                        |
| 202    | 10月11日 | 大場美奈 加藤玲奈 （）          | - 指名回答！當然答得出來！！ （） - 莊家：北原里英 - 參與成員：大家志津香、倉持明日香、佐藤亞美菜、高城亞樹、藤江麗奈                                                                                    | 指原莉乃 with 杏李玲 《懦弱的化妝舞會》 （） 棚內現場演唱   |                                        |
| 203    | 10月18日 | 入山杏奈 川榮李奈 加藤玲奈 （） | - AKB48推薦曲排行榜：青春歌曲排名 - AKB賽馬 - 解說：橫山由依 - 參賽成員：小嶋陽菜、柏木由紀、渡邊麻友 | AKB48 《UZA》MV                                             |                                        |
| 204    | 10月25日 | 片山陽加 仲谷明香               | - 仰慕的前輩No.1是誰！人望高&低 （） - 參賽成員：秋元才加、小林香菜、高橋南、片山陽加、高城亞樹 | AKB48 《UZA》Dance ver. MV                                  |                                        |
| 205    | 11月1日  | 高橋南 大島優子 （）            | - 戀愛配對 5對5 （） - 參加成員（男生組）：宮澤佐江、渡邊麻友、峯岸南、松井咲子、秋元才加 - 參加成員（女生組）：北原里英、大家志津香、大場美奈、山內鈴蘭、倉持明日香                                     | NMB48 《北川謙二》MV                                        |                                        |
| 206    | 11月8日  | 永尾瑪莉亞 阿部瑪莉亞           | - 仰慕的前輩No.1是誰！人望高&低 - 參加成員：北原里英、大家志津香、佐藤亞美菜、大島優子、峯岸南 | AKB48 Under Girls 《下一個Season》MV AKB48 《Sugar Rush》MV |                                        |
| 207    | 11月15日 | 竹內美宥 中村麻里子 （M&M）     | - 搜出犯人！The AKB Profiling （） - 嫌疑成員：大家志津香、秋元才加、指原莉乃、片山陽加、梅田彩佳 - 主持人助理：田島芽瑠、本村碧唯                                                                       | 渡邊麻友 《發光體》MV （）                                  |                                        |
| 208    | 11月22日 | -                               | - 第2屆AKB48最會唱歌的是誰？女歌后冠軍賽 （） 參賽成員：中村麻里子、梅田彩佳、名取稚菜、山內鈴蘭、仲谷明香、竹內美宥、岩佐美咲                                                                           | AKB48 《永遠的壓力》 MV版                                   |                                        |
| 209    | 11月29日 | 宮脇咲良 兒玉遙 （）            | - 第2屆AKB48最會唱歌的是誰？女歌后冠軍賽 （） 參賽成員：中村麻里子、梅田彩佳、名取稚菜、山內鈴蘭、仲谷明香、竹內美宥、岩佐美咲                                                                           | HKT48 《初戀蝴蝶》 （） 棚內現場演唱                        |                                        |
| 210    | 12月6日  | 指原莉乃 田島芽瑠 （）          | - AKB48 VS HKT48 尋找次世代綜藝女王！ （） 天國席：高橋南、小嶋陽菜、大家志津香、梅田彩佳 | AKB48 《永遠的壓力》 MV版                                   |                                        |
| 211    | 12月13日 | -                               | - AKB48 VS HKT48 尋找次世代綜藝女王！ （） 天國席：高橋南、小嶋陽菜、大家志津香、梅田彩佳 | SKE48 《逞強的時鐘》 （） MV版                              |                                        |
| 212    | 12月20日 | 小嶋陽菜 梅田彩佳 （）          | - AKB48私服秀2012 聖誕節特集 （） 參賽成員：高橋南、兒玉遙、川榮李奈、山內鈴蘭、指原莉乃、梅田彩佳 | AKB48 《最特別的耶誕節》 （） MV版                          |                                        |
| 213    | 12月27日 | -                               | - AKB48私服秀2013 新年版 （） 參賽成員：大家志津香、森保圓、大場美奈、入山杏奈、加藤玲奈、宮脇咲良 | 河西智美 《難道說》 （） MV版                               |                                        |

### 2013年
| 2013年 | 2013年   | 2013年                                 | 2013年 | 2013年                                               |
| 集数   | 播放日期 | 值日・主持                             | 内容 | Live曲目                                             |
| ------ | -------- | -------------------------------------- | --- | ---------------------------------------------------- |
| 214    | 1月3日   | -                                      | - AKB48集團運氣最好的成員是誰？幸運女孩排名2013（前篇） （） | 岩佐美咲 《如果我住在天上》 （） 棚內現場演唱        |
| 215    | 1月10日  | 渡邊美優紀 山本彩 （）                 | - AKB48集團運氣最好的成員是誰？幸運女孩排名2013（後篇） | no3b 《蟋蟀人》（） 棚內現場演唱                     |
| 216    | 1月17日  | 指原莉乃 島崎遙香 （）                 | - 找出犯人！The AKB嫌犯側寫 （） 主持助理：中村麻里子、山內玲蘭 - 心動美術館（）： 河西智美 VS 倉持明日香 | AKB48 《仲夏的Sounds good！》 2013年元旦公演現場錄影 |
| 217    | 1月24日  | 峯岸南 渡邊麻友 （）                   | - AKB48裡如果有假成員混入會被發覺嗎？ （） | SKE48 《巧克力的奴隸》MV版 （）                      |
| 218    | 1月31日  | 大島優子 大島涼花 （）                 | - 用測謊器暴露真心話！誠實將棋 （） - 第一局：宮脇咲良 對 兒玉遙 （解說員：指原莉乃） - 第二局：渡邊美優紀 對 山本彩 （解說員：山田菜菜） | 柏木由紀 《草莓蛋糕》現場演唱 （）                   |
| 219    | 2月7日   | 北原里英 倉持明日香 （）               | - 用測謊器暴露真心話！誠實將棋 - 島崎遙香 對 橫山由依 （解說員：大島優子） - AKB48 VS HKT48 發掘次世代綜藝女王！未公開影像 （） - 心動美術館：北原里英 VS 仲川遙香                                                                                | 《So long!》MV版                                     |
| 220    | 2月14日  | 篠田麻里子 倉持明日香 小嶋陽菜         | - 緊急現場直播！AKB48電視劇總選舉 （） 演出成員：篠田麻里子、倉持明日香、小嶋陽菜 | -                                                    |
| 221    | 2月21日  | 島崎遙香 島田晴香 （）                 | - 《So long!》發售紀念特集！配合單曲公開名場面（上集） （） | 《So long!》MV版                                     |
| 222    | 2月28日  | -                                      | - 《So long!》發售紀念特集！配合單曲公開名場面（下集） - 心動美術館：宮崎美穗 VS 佐藤堇 | NMB48 《12月31日》MV版                               |
| 223    | 3月7日   | 北原里英 木本花音 （）                 | - AKBEAT!（上集） | Under Girls 《Waiting Room》MV版                     |
| 224    | 3月14日  | 山內鈴蘭 古畑奈和 （鈴蘭畑）           | - AKBEAT!（下集） | HKT48 《喜歡！喜歡！小跳步！》MV版 （）              |
| 225    | 3月21日  | 若田部遙 松岡菜摘 村重杏奈 （）        | - 悠遊半途下車之旅 - 島崎遙香美食出巡大江戶線之旅 （） 演出：島崎遙香、島田晴香 | 《掌心語》 （） 災區復興支援特別公演錄影             |
| 226    | 3月28日  | -                                      | - 第一集該做些什麼？節目企畫總選舉！！ （） | 高橋南 《Jane Doe》MV版                              |
| 227    | 4月3日   | 梅田彩佳 山内鈴蘭                      | - 我們是穿這樣睡覺的 AKB48睡衣服裝秀 （） - 只有一點點喔 成員悄悄話 （） - 假如村重周圍全都變成僵屍 整人大作戰 （） | 《掌心語》 棚內現場演唱                              |
| 228    | 4月10日  | 加藤玲奈 伊豆田莉奈 （）               | - 佐田正樹 vs AKB48 5番勝負（上集） | NO NAME 《將淚水獻給你》MV版 （）                    |
| 229    | 4月17日  | 中西智代梨 田中菜津美 （田中西）       | - 佐田正樹 vs AKB48 5番勝負（中集） （） - 心動美術館 | 《風正在吹》 （） 災區復興支援特別公演錄影           |
| SP     | 4月18日  | -                                      | - AKB48美食選拔！燒肉總選舉2013 （） | -                                                    |
| 230    | 4月24日  | 渡邊麻友 多田愛佳 （）                 | - 佐田正樹 vs AKB48 5番勝負（完結篇） - 心動美術館 | 《掌心語》 棚內現場演唱                              |
| 231    | 5月1日   | 島崎遙香 岩田華                        | - 惡整躲避球 （） 線審：大島涼花、武藤十夢 | 河西智美 《Mine》MV版                                |
| 232    | 5月8日   | 小嶋菜月 梅田彩佳 （）                 | - 惡整躲避球 線審：岩田華、藤田奈那 - 第一集該做些什麼？節目企畫總選舉！！未公開影片 | 《再見自由式》 （） 演唱會現場影片                   |
| 233    | 5月15日  | 大家志津香 藤江麗奈 （）               | - 指名回答！當然答得出來！！ （） 莊家：渡邊麻友 | 《再見自由式》MV版                                   |
| 234    | 5月22日  | 島田晴香 入山杏奈                      | - 指名回答！當然答得出來！！ 莊家：島崎遙香 - The AKBEST10 助理主持人（檸檬柳徹子）：市川美織 | 《再見自由式》MV版                                   |
| 25     | 5月29日  | 加藤玲奈 島田晴香                      | - 第5屆AKB48選拔總選舉 緊急討論會（前半戰） | 倉持明日香 《一直在身邊》 （） 棚內現場演唱          |
| 236    | 6月5日   | 大場美奈 藤田奈那                      | - 第5屆AKB48選拔總選舉 緊急討論會（後半戰） | AKB48 《再見自由式》MV版 （）                        |
| 237    | 6月12日  | 市川美織 名取稚菜                      | - 人性流出！AKB48整人問答！（前編） （） | 板野友美 《1%》MV版                                  |
| 238    | 6月19日  | 田野優花 高橋朱里 （）                 | - 人性流出！AKB48整人問答！（後編） | NMB48 《我們的發現》 （） 劇情版MV                   |
| 239    | 6月26日  | 西野未姬 岡田奈奈 （）                 | - AKB48 神8 第二代襲名作戰！ （） - 參賽成員：岩田華怜、田野優花、高橋朱里、大島涼花、大森美優、茂木忍、相笠萌、岡田奈奈、小嶋真子、西野未姬 - 見證人：渡邊麻友                                                                                     | AKB48 《LOVE修行》                                   |
| 240    | 7月3日   | -                                      | - AKB48vs名導演 演技作戰女演員之道！前半戰 （） - 參賽成員：小島真子、岡田奈奈、大森美優、大島涼花、高橋朱里 - 見證人：北原里英 - The AKBEST10 - 助理主持人：市川美織                                                                             | AKB48 《First Rabbit》 （）                          |
| 241    | 7月10日  | 大島涼花 小嶋真子 （Big Small island） | - AKB48vs名導演 演技作戰女演員之道！後半戰 - 參賽成員：西野未姬、岩田華怜、茂木忍、相笠萌、田野優花、武藤十夢 - 見證人：北原里英 - 偷懶三人組（） - 挑戰成員：小嶋真子、岡田奈奈、西野未姬                                                          | 渡邊麻友 《喇叭練習中》MV （）                       |
| 242    | 7月17日  | 西野未姬 岡田奈奈 （）                 | - AKBINGO!官方決定！第二代 板野友美襲名戰！ （）前半戰 - 參賽成員：茂木忍、相笠萌、田野優花、高橋朱里、大森美優、大島涼花、小嶋真子、西野未姬、岡田奈奈、岩田華 - 見證人：渡邊麻友                                                                | SKE48 《美麗的閃電》MV （）                          |
| 243    | 7月24日  | 岩田華 大森美優 （）                   | - AKBINGO!官方決定！第二代 板野友美襲名戰！後半戰 - 參賽成員：茂木忍、相笠萌、田野優花、高橋朱里、大森美優、大島涼花、小嶋真子、西野未姬、岡田奈奈、岩田華、武藤十夢 - 見證人：柏木由紀 - 偷懶三人組（） - 挑戰成員：小嶋真子、岡田奈奈、西野未姬 | AKB48 《戀愛的幸運餅乾》MV （）                      |
| 244    | 7月31日  | 小嶋真子 茂木忍 （）                   | - SHINOBINGO! 篠田麻里子 畢業紀念特集 （） - 烤肉會成員：篠田麻里子、野呂佳代、佐藤由加理、小嶋陽菜 | AKB48 《崇尚麻里子》特別版 （）                      |
| 245    | 8月7日   | 大島涼花 相笠萌 （）                   | - 次世代年輕成員 隱藏個資大調查！ （） 前篇 - 參加成員：相笠萌、茂木忍、岡田奈奈、西野未姬 - 見證人：柏木由紀 | AKB48 《戀愛的幸運餅乾》MV完整版                     |
| 246    | 8月14日  | 相笠萌 茂木忍 岩立沙穗                 | - 次世代年輕成員 隱藏個資大調查！ 中篇 - 參加成員：岩田華怜、高橋朱里、田野優花、小嶋真子 - 見證人：柏木由紀 - 秋元才加 AKB48畢業紀念 特別企畫 | AKB48 《戀愛的幸運餅乾》 棚內現場演唱                |
| 247    | 8月21日  | -                                      | - 次世代年輕成員 隱藏個資大調查！ 後篇 - 參加成員：大森美優、武藤十夢、大島涼花 - 見證人：柏木由紀 - 板野友美 AKB48畢業紀念 特別企畫 | AKB48 《戀愛的幸運餅乾》 MV完整版                    |
| 248    | 8月28日  | -                                      | - AKB48×HKT48 惡整躲避球 上集 （） - 線審：岩立沙穗（AKB48）、秋吉優花（HKT48） | AKB48 《戀愛的幸運餅乾》 MV完整版                    |
| 249    | 9月4日   | HKT48成員                              | - AKB48×HKT48 惡整躲避球 下集 - 線審：岡田栞奈（HKT48）、淵上舞（HKT48） | HKT48 《哈密瓜汁》 （） 棚內現場演唱                 |
| 250    | 9月11日  | 大森美優（AKB） 若田部遙（HKT） （）   | - 超常識笨蛋地雷成員問答秀！抽出笨蛋牌！！（上集） （） - 挑戰前輩：倉持明日香 - 參與成員：大島涼花、小嶋真子、西野未姬、岡田奈奈、武藤十夢、岩田華、茂木忍、相笠萌、岩立沙穗、田野優花、高橋朱里、大森美優                                       | AKB48 《First Rabbit》 （） 棚內現場演唱             |
| 251    | 9月18日  | -                                      | - 超常識笨蛋地雷成員問答秀！抽出笨蛋牌！！（下集） - 挑戰前輩：倉持明日香、大家志津香 - 參與成員：大島涼花、小嶋真子、西野未姬、岡田奈奈、武藤十夢、岩田華、茂木忍、相笠萌、岩立沙穗、田野優花、高橋朱里、大森美優                                | Not yet 《火辣辣的花》MV （） MV                     |
| 252    | 9月25日  | 大家志津香 內山奈月 （）               | - No.1同期決定戰！羈絆運動會 （） - 參與成員：由13名12期至14期的新生代成員與被稱為「綜藝明星隊」（Variety All Star）的大家志津香、倉持明日香、松井咲子、島田晴香四名較資深成員共同參與。                                                          | AKB48 《心電》 （）                                  |
| 253    | 10月2日  | 峯岸南 高島祐利奈                      | - No.1同期決定戰！羈絆運動會 （） - 參與成員：由13名12期至14期的新生代成員與被稱為「綜藝明星隊」（Variety All Star）的大家志津香、倉持明日香、松井咲子、島田晴香四名較資深成員共同參與。                                                          | NMB48 《大蔥鴨們》 （） MV                           |
| 254    | 10月9日  | 大島優子 篠崎彩奈                      | - 指名回答！當然答得出來！！ - 莊家：小嶋真子 - 參與成員：西野未姬、岡田奈奈、相笠萌、茂木忍、岩立沙穗 | 柏木由紀 《Birthday wedding》 MV                     |
| 255    | 10月16日 | 橫山由依 高橋朱里                      | - 指名回答！當然答得出來！！ - 莊家：岩田華 - 參與成員：大島涼花、大森美優、高橋朱里、田野優花、武藤十夢 - 選秀會議候補29名 1問29答 （） | AKB48 《真心電流》 （） MV                           |
| 256    | 10月23日 | 北原里英 岩田華                        | - 惡整躲避球 選拔成員 vs. 次世代成員 - 線審：高島祐利奈、篠崎彩奈 - 選秀會議候補29名 1問29答 | AKB48 《真心電流》 （） MV                           |
| 257    | 10月30日 | 山內鈴蘭 永尾瑪利亞                    | - 超王道鐵板綜藝遊戲大戰 ～次世代成員能超越前輩們嗎？～ （） - 選秀會議候補29名 1問29答 | AKB48 《真心電流》 幕後花絮插入版本MV                |
| 258    | 11月6日  | -                                      | - 超王道鐵板綜藝遊戲大戰 ～次世代成員能超越前輩們嗎？～ - 選秀會議前 候補者的想法調查 （） | 小瓢蟲Chu! 《只給你的Chu!Chu!Chu!》 （） MV          |
| 259    | 11月13日 | 西野未姬 小嶋真子                      | - 惡整躲避球 選拔成員 vs. 次世代成員 - 線審：大島涼花、岩立沙穗 | SKE48 《贊成卡哇伊！》 （） MV                       |
| 260    | 11月20日 | -                                      | - 時間壓力！對戰漢堡店！！ （） | AKB48 《真心電流》 現場演唱                          |
| 261    | 11月27日 | 大島涼花 田野優花                      | - 徹底驗證！冈田奈奈到底正經到什麼程度？ （） | AKB48《倘若在梧桐樹什麼的》 （） MV                  |
| 262    | 12月4日  | -                                      | - 徹底驗證！岡田奈奈到底正經到什麼程度？ | AKB48第34張單曲B面曲組曲 MV                          |
| 263    | 12月11日 | -                                      | - 徹底驗證！岡田奈奈到底正經到什麼程度？ - 偷懶三人組（） | AKB48 《倘若在梧桐樹什麼的》 MV                      |
| 264    | 12月18日 | -                                      | - 時間壓力！對戰漢堡店！！ （） | AKB48 《戀愛的幸運餅乾》                             |
| 265    | 12月25日 | -                                      | - AKB48私服服裝秀2013 聖誕節特集 （） - 助理講評：峯岸南 | AKB48 Team 4 《帶我去溫布頓》 （） 棚內現場演唱      |

### 2014年
| 2014年 | 2014年   | 2014年            | 2014年 | 2014年                                             |
| 集数   | 播放日期 | 值日・主持        | 内容 | Live曲目                                           |
| ------ | -------- | ----------------- | --- | -------------------------------------------------- |
| 266    | 1月8日   | 兒玉遙 松岡菜摘   | - AKB48集團運氣最好的成員是誰？幸運女孩排行榜2014 前篇 （）                                                       | 岩佐美咲 《鞆之浦的愛慕之情》 （） MV              |
| 267    | 1月15日  | 宮脇咲良 森保圓   | - AKB48集團運氣最好的成員是誰？幸運女孩排行榜2014 中篇                                                            | Team 4 《Glory days》 棚內現場演唱                 |
| 268    | 1月22日  | -                 | - AKB48集團運氣最好的成員是誰？幸運女孩排行榜2014 後篇                                                            | 《未來軌跡》（） 新專輯收錄新曲片段                |
| 269    | 1月29日  | 指原莉乃 柏木由紀 | - AKB48 私服時裝秀 2014新年版 （） - 助理講評：峯岸南                                                             | 《勇往直前》 （）                                  |
| 270    | 2月5日   | 峯岸南 高橋南     | - 靠測謊器暴露真心話！誠實將棋 （） - 片山陽加 對 西野未姬 解說員：峯岸南 - 村重杏奈 對 田中菜津美 解說員：兒玉遙 | 《勇往直前》 （）                                  |
| 271    | 2月12日  | 山本彩 渡邊美優紀 | - 靠賣萌大喜利賣萌！團體對抗女性魅力決定戰！ 上集 （）                                                            | 《勇往直前》 MV                                    |
| 272    | 2月26日  | -                 | - 靠賣萌大喜利賣萌！團體對抗女性魅力決定戰！ 下集                                                                 | 《勇往直前》 MV                                    |
| 273    | 3月5日   | -                 | - 靠測謊器暴露真心話！誠實將棋 - 岡田奈奈 對 岩田華怜 解說員：峯岸南 - 高橋朱里 對 佐藤堇 解說員：田野優花        | 《勇往直前》                                       |
| 274    | 3月12日  | -                 | - 大驗證！「西野未姬到底有多膽小？」 上集 （）                                                                    | HKT48 《櫻花，大家一起來品嚐》 （） MV             |
| 275    | 3月19日  | -                 | - 大驗證！「西野未姬到底有多膽小？」 下集                                                                         | SKE48 《未來是什麼？》 （） MV                     |
| 276    | 3月26日  | -                 | - AKB48驚喜突擊 用《勇往直前》恭喜畢業生特集 （）                                                                 | NMB48 《高山上的蘋果》 （） MV                     |
| 277    | 4月2日   | -                 | - 大島優子畢業紀念 名場景神七 （）                                                                                | 大島優子 《勇往直前》                              |
| 278    | 4月9日   | -                 | - 尋找旁白岩見的公認推薦成員！ （）                                                                               | AKB48 《拉布拉多獵犬》                             |
| 279    | 4月16日  | -                 | - 尋找旁白岩見的公認推薦成員！ （）                                                                               | Team 4 《清純哲學》                                |
| 280    | 4月23日  | -                 | - 時間壓力！對戰漢堡店！！ （）                                                                                   | AKB48 《拉布拉多獵犬》                             |
| 281    | 4月30日  | -                 | - AKB48vs乃木坂46 不留情面的對決！！！前篇 （）                                                                   | AKB48 《拉布拉多獵犬》MV                           |
| 282    | 5月7日   | -                 | - AKB48vs乃木坂46 不留情面的對決！！！中篇                                                                        | AKB48 《拉布拉多獵犬》MV                           |
| 283    | 5月14日  | -                 | - AKB48vs乃木坂46 不留情面的對決！！！後篇                                                                        | AKB48 《拉布拉多獵犬》各隊B面曲MV                  |
| 284    | 5月21日  | 島田晴香 岡田奈奈 | - AKBINGO!總檢查項目 ～For the Next 10Year～！！前篇 （）                                                         | AKB48 《拉布拉多獵犬》MV                           |
| 285    | 5月28日  | 北原里英 西野未姫 | - AKBINGO!總檢查項目 ～For the Next 10Year～！！後篇                                                              | 小嶋陽菜&北川謙二 《我倆有一腿》 （）              |
| 286    | 6月4日   | -                 | - 第一帥女孩層峰決戰！男裝甲子園 （）                                                                             | 大人AKB48 《教教我吧Mommy》 （）                   |
| 287    | 6月11日  | -                 | - 答對才能逃過一劫 懲罰遊戲快速搶答 （）                                                                          | 内田裕也feat.指原莉乃 《Shake It Up, Baby》MV 《》 |
| 288    | 6月18日  | -                 | - 答對才能逃過一劫 懲罰遊戲快速搶答                                                                               | 《無限重播》                                       |
| 289    | 6月25日  | -                 | - 第一帥女孩層峰決戰！男裝甲子園                                                                                  | 指原莉乃 with AKB48 Team8 《戀愛的充電Prius》 （） |
| 290    | 7月2日   | -                 | - 時間壓力！對戰漢堡店！！上集 （）                                                                               | 《拉布拉多獵犬》                                   |
| 291    | 7月9日   | -                 | - AKB48私服時裝秀 2014夏季版 上集 （）                                                                            | 《AKB48參上！》                                    |
| 292    | 7月16日  | -                 | - 時間壓力！對戰漢堡店！！下集                                                                                    | 《心意告示牌》 （）                                |
| 293    | 7月23日  | -                 | - AKB48私服時裝秀 2014夏季版 下集                                                                                 | SKE48 《笨拙的太陽》 （）                          |
| 294    | 7月30日  | -                 | - 在地推薦問答！請幫忙炒熱我們的家鄉吧！！上集 （）                                                               | Team 8 《朝向47條美麗的街道》 （） 棚內演唱        |
| 295    | 8月6日   | -                 | - 在地推薦問答！請幫忙炒熱我們的家鄉吧！！下集                                                                    | 《心意告示牌》MV （)                               |
| 296    | 8月13日  | -                 | - 第3回 AKB48中最好唱功的成員是誰﹖ （）                                                                          | NMB48 《伊維薩女孩》MV （）                        |
| 297    | 8月20日  | -                 | - 第3回 AKB48中最好唱功的成員是誰﹖ FINAL STAGE （）                                                              | 《心意告示牌》 （） 棚內現場演唱                   |
| 298    | 8月27日  | -                 | - 揪出沒用的前輩﹗AKB後輩們給的質問﹗ 上集 （）                                                                   | 《心意告示牌》 MV （）                             |
| 299    | 9月3日   | -                 | - 揪出沒用的前輩﹗AKB後輩們給的質問﹗ 下集                                                                        | 《心意告示牌》 （） 演唱會現場錄影                 |
| 300    | 9月10日  | -                 | - AKBINGO!特別版 宮本亞門音樂劇THE WIZ第二次演出甄選 上集 （）                                                    | Team 8 《Glory days》 棚內現場演唱                 |
| 301    | 9月17日  | -                 | - AKBINGO!特別版 宮本亞門音樂劇THE WIZ第二次演出甄選 下集                                                         | HKT48 《有所保留的我愛你！》MV （）                |
| 302    | 9月24日  | -                 | - 做人不能太普通﹗找出中庸的一個 上集 （）                                                                        | French Kiss 《沒記起來的花》MV （）                |
| 303    | 10月1日  | -                 | - 做人不能太普通﹗找出中庸的一個 下集                                                                             | DiVA 《DISCOVERY》MV                               |
| 304    | 10月8日  | -                 | - 惡整躲避球 （） 線審：長久玲奈、太田奈緒                                                                        | HKT48 《有所保留的我愛你！》 （控えめI love you !） 棚內現場演唱     |
| 305    | 10月15日 | -                 | - 惡整躲避球 線審：山田菜菜美、人見古都音                                                                         | AKB48《格子花紋》 演唱會現場錄影                   |
| 306    | 10月22日 | 峯岸南            | - AKB48 VS HKT48特別篇 No.1成員是誰﹗THE AKVEGAS 上集 （No.1メンバーは誰だ! THE エケベガス）                                                        | NMB48《真不像我》 演唱會現場錄影                   |
| 307    | 10月29日 | 峯岸南            | - AKB48 VS HKT48特別編 No.1成員是誰﹗THE AKVEGAS 下集                                                             | NMB48《真不像我》MV                                |
| 308    | 11月5日  | -                 | - 宫本亚门演出音乐剧THE WIZ最终选拔（前篇）                                                                       | AKB48《希望无限》PV                                |
| 309    | 11月12日 | -                 | - 宫本亚门演出音乐剧THE WIZ最终选拔（后篇）                                                                       | AKB48《希望无限》 录影棚现场演唱                   |
| 310    | 11月19日 | -                 | - 答對才能逃過一劫 懲罰遊戲快速搶答（前篇）                                                                       | AKB48《希望无限》PV                                |
| 311    | 11月26日 | -                 | - 答對才能逃過一劫 懲罰遊戲快速搶答（后篇）                                                                       | AKB48《希望无限》PV                                |
| 312    | 12月3日  | -                 | - 第一回 情歌大赏                                                                                                 | Team 8《制服的翅膀》 录影棚现场演唱                |
| 313    | 12月10日 | -                 | - Team 8成员畅游东京（前篇）                                                                                      | SKE48《12月的袋鼠》PV                              |
| 314    | 12月17日 | -                 | - Team 8成员畅游东京（后篇）                                                                                      | AKB48《樱花的花瓣们》 剧场9周年特别纪念公演录影    |
| 315    | 12月24日 | -                 | - AKB48私服秀2014 WINTER（前篇）                                                                                  | 渡边美优纪《与其温柔不如给我一个吻》PV             |

### 2015年
| 2015年 | 2015年   | 2015年                                       | 2015年                                                                               | 2015年                                                                        |
| 集数   | 播放日期 | 值日・主持                                   | 内容                                                                                 | Live曲目                                                                      |
| ------ | -------- | -------------------------------------------- | ------------------------------------------------------------------------------------ | ----------------------------------------------------------------------------- |
| SP     | 1月3日   | -                                            | - 「马路须加学园4」出演成员大发表                                                    | -                                                                             |
| 316    | 1月7日   | -                                            | - AKB48私服秀2015 NEW YEAR（后篇）                                                   | Team A《朝向47条美丽的街道》全国巡演录影                                      |
| 317    | 1月14日  | -                                            | - AKBINGO!学园的顶点是谁!?                                                           | AKB48《爱的存在》录影棚现场演唱                                               |
| 318    | 1月21日  | -                                            | - AKB48最好运的成员是谁？幸运女排名2015（前篇）                                      | AKB48《这里是罗德斯岛、在这里跳吧！》收录曲合集PV                             |
| 319    | 1月28日  | -                                            | - AKB48最好运的成员是谁？幸运女排名2015（中篇）                                      | AKB48《这里是罗德斯岛、在这里跳吧！》LIVE录影                                 |
| 320    | 2月4日   | -                                            | - AKB48最好运的成员是谁？幸运女排名2015（后篇）                                      | AKB48《Green Flash》LIVE录影                                                  |
| 321    | 2月11日  | -                                            | - 第二回 情歌大赏                                                                    | 高桥南《All of you》LIVE录影                                                  |
| 322    | 2月18日  | -                                            | - 紧急会议 我们也要出演AKBINGO!（前篇）                                              | AKB48《Green Flash》PV                                                        |
| 323    | 2月25日  | -                                            | - 紧急会议 我们也要出演AKBINGO!（后篇）                                              | AKB48《Green Flash》PV                                                        |
| 324    | 3月4日   | -                                            | - 偶像组合AKB48和男孩的约会的初体验（前篇）                                          | AKB48《来真的吗Fight》PV                                                      |
| 325    | 3月11日  | -                                            | - 偶像组合AKB48和男孩的约会的初体验（后篇）                                          | AKB48《Green Flash》C/W曲PV                                                   |
| 326    | 3月18日  | -                                            | - 佐田家庆功宴宴会!!召开                                                             | AKB48《掌心语》剧场公演录影                                                   |
| 327    | 3月25日  | -                                            | - 次世代成员名场面!                                                                  | SKE48《風情萬種塞車中》录影棚现场演唱 NMB48《Don't look back!》录影棚现场演唱 |
| 328    | 4月1日   | 江籠裕奈 日下木之實                          | - 恶搞躲避球 SKE48 VS NMB48（前篇）                                                  | AKB48《我们不战斗》LIVE录影                                                   |
| 329    | 4月8日   | 江籠裕奈 日下木之實                          | - 恶搞躲避球 SKE48 VS NMB48（后篇） - 第2回AKB48小组选秀会议 全48名候选人一举介绍    | Team 8《去47個美麗城市》LIVE录影                                              |
| 330    | 4月15日  | 北原里英 仲川遥香                            | - AKB48 VS JKT48 炎之5番胜负 - 第2回AKB48小组选秀会议全48名候选人一举介绍            | HKT48《12秒》PV                                                               |
| 331    | 4月22日  | 岡部麟 坂口渚沙                              | - 恶搞躲避球（前篇） - 第2回AKB48小组选秀会议全48名候选人一举介绍                    | 高桥南《孤独不会受伤》solo演唱会LIVE录影                                      |
| 332    | 4月29日  | 中野郁海 横山結衣 野澤玲奈 平田梨奈 松井咲子 | - 恶搞躲避球（后篇） - AKBINGO!in雅加达 - 第2回AKB48小组选秀会议全48名候选人一举介绍 | Team 8《污秽的真相》录影棚现场演唱                                            |
| 333    | 5月6日   | 岡田奈奈 薮下柊                              | - 正直将棋 西野未姫 VS 小嶋真子 小笠原茉由 VS 小谷里步                               | AKB48《我们不战斗》PV                                                         |
| 334    | 5月13日  | 込山榛香 高桥朱里                            | - 正直将棋 大和田南那 VS 大岛凉花 込山榛香 VS 中西智代梨                             | AKB48《Summer side》PV                                                        |
| 335    | 5月20日  | 小嶋真子 小笠原茉由                          | - 正直将棋 高橋朱里 VS 岡田奈奈 白間美瑠 VS 藪下柊                                   | AKB48《我們不战斗》录影棚现场演唱                                             |
| 336    | 5月27日  | 岡田奈奈 北原里英                            | - 美文食堂(上篇) - Dr.帕露太郎:込山榛香                                              | AKB48《我們不戰鬥》PV                                                         |
| 337    | 6月3日   | 岡田奈奈 北原里英                            | - 美文食堂(下篇) - Dr.帕露太郎:向井地美音                                            | AKB48 40th 全盤收錄曲                                                         |
| 338    | 6月10日  | -                                            | - 藉由高空彈跳讓大家著迷吧!(上篇) - Dr.帕露太郎:田中菜津美                           | 渡邊麻友《邂逅的延續》PV                                                      |
| 339    | 6月17日  | -                                            | - 藉由高空彈跳讓大家著迷吧!(下篇) - Dr.帕露太郎:谷真理佳                             | 渡邊麻友《邂逅的延續》录影棚现场演唱                                          |
| 340    | 6月24日  | -                                            | - 第一回妄想電視劇(前篇)                                                             | AKB48《我們不戰鬥》第7回選拔總選舉後夜祭LIVE版                                |
| 341    | 7月1日   | -                                            | - 第一回妄想電視劇(後篇) - Dr.帕露太郎:橫山結衣                                      | 《Heavy Rotation》大阪車站前LIVE版                                            |
| 342    | 7月8日   | -                                            | - 答對才能逃過一劫 懲罰遊戲快速搶答(前篇) - Dr.帕露太郎:村山彩希                     | NMB48《榴槤少年》PV                                                           |
| 343    | 7月15日  | -                                            | - 答對才能逃過一劫 懲罰遊戲快速搶答(後篇)                                            | 《Halloween Night》MUSIC DAY現場演唱                                          |
| 344    | 7月22日  | -                                            | - AKB48私服時裝秀2015 夏裝秀(前篇)                                                   | SKE48《积极前进》PV                                                           |
| 345    | 7月29日  | -                                            | - AKB48私服時裝秀2015 夏裝秀(後篇)                                                   | HKT48《哈密瓜汁》PV                                                           |
| 346    | 8月5日   | 込山榛香                                     | - 指名回答！當然答得出來！！ 出題者:込山榛香                                         | AKB48《Halloween Night》PV                                                    |
| 347    | 8月12日  | -                                            | - 时间压力！对战汉堡店！！                                                           | AKB48《Halloween Night》PV                                                    |
| 348    | 8月19日  | -                                            | - 指名回答！當然答得出來！！ 出題者：加藤玲奈                                        | 《一步目音头》                                                                |
| 349    | 8月26日  | -                                            | - 時間壓力！對戰漢堡店！！                                                           | AKB48《Halloween Night》PV                                                    |
| 350    | 9月2日   | -                                            | - 偶像生态调查                                                                       | NGT48 《想见你》                                                              |
| 351    | 9月9日   | -                                            | - 偶像生态调查                                                                       | 《混混机关枪》                                                                |
| 352    | 9月16日  | 大島涼花 加藤玲奈 高橋朱里                   | - 马路须加学园5 剧情介绍                                                             | 《群像》                                                                      |
| 353    | 9月23日  | -                                            | - 偶像生态调查                                                                       | 《Halloween Night》                                                           |
| 354    | 9月30日  | -                                            | - 我的女友是AKB－妄想厨房                                                            |                                                                               |
| 355    | 10月7日  | -                                            | - 我的女友是AKB－妄想厨房                                                            | NMB48 《Must be now》MV                                                       |
| 356    | 10月14日 | -                                            | - 第4回 AKB48中最好唱功的成員是誰﹖                                                  | 《我的YELL》 自岩本辉雄“青春尚未结束”公演                                     |
| 357    | 10月21日 | -                                            | - 第4回 AKB48中最好唱功的成員是誰﹖ FINAL STAGE                                      |                                                                               |
| 358    | 10月28日 | 東李苑 吉川七瀨                              | - 恶搞躲避球（前篇）                                                                 | 《Halloween Night》                                                           |
| 359    | 11月4日  | 小栗有以 小田繪里奈                          | - 恶搞躲避球（后篇）                                                                 | AKB48 10周年经典名曲棚内表演                                                  |
| 360    | 11月11日 | -                                            | - 捕捉成员幕后的生活                                                                 | AKB48 10周年经典名曲棚内表演                                                  |
| 361    | 11月18日 | -                                            | - 捕捉成员幕后的生活                                                                 | SKE48 《杯中散落的阳光》MV                                                    |
| 362    | 11月25日 | -                                            | - ‘My best select” 音乐祭                                                            | 《红唇Be My Baby》MV                                                          |
| 363    | 12月2日  | -                                            | - “My best select” 音乐祭 第2夜                                                      | 《红唇Be My Baby》                                                            |
| 364    | 12月9日  | -                                            | - “My best select” 音乐祭                                                            |                                                                               |
| 365    | 12月16日 | -                                            | - 禁断之门开启，恋爱解禁 甜蜜AKB情侣                                                 | 《樱花的花瓣们》剧场表演                                                      |
| 366    | 12月23日 | -                                            | - 2015 圣诞私服秀                                                                    | 藤田奈那《左足Evidence》 MV                                                   |

### 2016年
| 2016年 | 2016年   | 2016年     | 2016年                                                 | 2016年                                                                                          |
| 集数   | 播放日期 | 值日・主持 | 内容                                                   | Live曲目                                                                                        |
| ------ | -------- | ---------- | ------------------------------------------------------ | ----------------------------------------------------------------------------------------------- |
| 367    | 1月6日   | -          | - 2015 圣诞私服秀（后篇）                              | 《365天的纸飞机》                                                                               |
| 368    | 1月13日  | -          | - 幸运女孩排行榜2016                                   | 《紅唇Be My Baby》 AKB48红白歌會LIVE                                                            |
| 369    | 1月20日  | -          | - 幸运女孩排行榜2016                                   | NGT48剧场初日公演《PARTY开始了》                                                                |
| 370    | 1月27日  | -          | - 幸运女孩排行榜2016                                   | AKB48單獨 重温时间 最佳曲目100 2016《365天的纸飞机》 、《去47个美丽城市》、《红色高跟鞋与教授》 |
| 371    | 2月3日   | -          | - 恋爱解禁-甜蜜AKB情侣之情人巧克力障碍赛               | AKB48家族 重温时间 最佳曲目100 2016《你就是旋律》                                               |
| 372    | 2月10日  | -          | - 卖萌大喜利                                           | AKB48家族 重温时间 最佳曲目100 2016《你就是旋律》                                               |
| 373    | 2月17日  | -          | - 卖萌大喜利                                           | 《你就是旋律》 MV                                                                               |
| 374    | 2月24日  | -          | - Bingo 杯舞王大赛                                     | 横山Team A新公演曲目預覽《开始吧。》 、《梦中Kiss me！》、《献给M.T.》、《泪水会在何日》        |
| 375    | 3月2日   | -          | - Bingo 杯舞王大赛                                     | 《你就是旋律》LIVE                                                                              |
| 376    | 3月16日  | -          | - 成员制服时尚秀 （前篇）                              | 《LALALA讯息》MV                                                                                |
| 377    | 3月23日  | -          | - 成员制服时尚秀 （後篇） - 宮澤佐江 名場面集          | SKE48《膽小鬼LINE》MV                                                                           |
| 378    | 3月30日  | -          | - 高橋南 畢業紀念SP                                    | 《你就是旋律》LIVE                                                                              |
| 379    | 4月6日   | -          | - 第二屆 妄想短劇Festival                              | 高橋南畢業演唱會《樱花的花瓣们》                                                                |
| 380    | 4月13日  | -          | - 第二屆 妄想短劇Festival                              | HKT48《給74億分之1的你》MV                                                                      |
| 381    | 4月27日  | -          | - 我这么受欢迎真是对不起呀                             | NMB48 《轻咬少女》MV                                                                            |
| 382    | 4月27日  | -          | - 我这么受欢迎真是对不起呀                             | 高桥南毕业公演《为了谁 -What can I do for someone?-》                                           |
| 383    | 5月4日   | -          | - Team 8 初挑战王道综艺计划                            | 《不需要翅膀》MV                                                                                |
| 384    | 5月11日  | -          | - Team 8 初挑战王道综艺计划                            | Team 8《朝向梦想的道路》MV                                                                      |
| 385    | 5月18日  | -          | - 正直将棋 小嶋真子 VS 込山榛香 山田菜菜美 VS 横山結衣 | Team 8《朝向梦想的道路》LIVE                                                                    |
| 386    | 5月25日  | -          | - 正直将棋 川本纱矢 VS 谷口惠 小笠原茉由 VS 田野优花   | 《不需要翅膀》LIVE                                                                              |
| 387    | 6月1日   | -          | - 第三届情歌大赏                                       | 《不需要翅膀》LIVE                                                                              |
| 388    | 6月8日   | -          | - 第四届情歌大赏                                       | 《不需要翅膀》MV                                                                                |
| 389    | 6月15日  | -          | - Bad Boys毕业特别企划 Bad Boys重大事件问答            | 《不需要翅膀》Team 8 无伴奏LIVE                                                                 |
| 390    | 6月22日  | -          | - Bad Boys毕业特别企划 Bad Boys重大事件问答            | 《不需要翅膀》收录曲精华剪辑                                                                    |
| 391    | 6月28日  | -          | - AKBINGO！第二代主持人是谁？                          | 《Halloween Night》2016总选举LIVE                                                               |
| 392    | 7月6日   | -          | - AKB48的素颜绝对○○SP                                  | NGT48《Max朱鹭315号》                                                                           |
| 393    | 7月13日  | -          | - AKB48的素颜绝对○○SP                                  | 《LOVE TRIP》初公开LIVE                                                                         |
| 394    | 7月20日  | -          | - AKB48×谈话 我们可是很能说的！                        | NMB48《我不在》 MV                                                                              |
| 395    | 7月27日  | -          | - AKB48恩怨大战！                                      | 《LOVE TRIP》 LIVE                                                                              |
| 396    | 8月3日   | -          | - 村本vsAKB48 全面战争打响！ 甜品争夺战                | SKE48《金的爱、银的爱》 MV                                                                      |
| 397    | 8月10日  | -          | - AKB平均值                                            | 《LOVE TRIP》 MV                                                                                |
| 398    | 8月17日  | -          | - 钢铁内心修炼会！                                     | 《分享幸福》 MV                                                                                 |
| 399    | 8月24日  | -          | - 最佳wink選手權！                                     | 《LOVE TRIP/分享幸福》 收錄曲MV精華                                                             |
| 400    | 8月31日  | -          | - 目擊AKB！                                            | 《分享幸福》 LIVE                                                                               |
| 401    | 9月6日   | -          | - 偷拍！背後的AKB                                      | HKT48《最棒的呢》 MV                                                                            |
| 402    | 9月14日  | -          | - 我的狗是最棒的！No.1爱狗人士决定战                   | 《光与影的每一天》LIVE                                                                          |
| 403    | 9月21日  | -          | - Mayuyu VS Yukirin 最强偶像决定战！                   | AKB48 选拔总选举第一党感謝祭2016《谢谢你》                                                      |
| 404    | 9月28日  | -          | - Mayuyu VS Yukirin 最强偶像决定战！                   | AKB48家族同时举办演唱会in横浜〜明年一定要圈内決起集会〜《LOVE TRIP》                            |
| 405    | 10月5日  | -          | - 女朋友queen决定战！                                  | AKB48家族同时举办演唱会in横浜〜明年一定要圈内決起集会〜《去47个美丽城市》                       |
| 406    | 10月12日 | -          | - AKBINGO!常规出演争夺战！                             | AKB48家族同时举办演唱会in横浜〜今年成功入圈祝贺会〜《LOVE TRIP》                                |
| 407    | 10月19日 | -          | - 番组出演權爭奪戰                                     | 《Halloween Night》                                                                             |
| 408    | 10月26日 | -          | - 萬聖節前夕！特別企劃！                               | 《High Tension》猜拳大会LIVE                                                                    |
| 409    | 11月2日  | -          | - 萬聖節大運動會!举办！                                | 《High Tension》MV                                                                              |
| 410    | 11月9日  | -          | - AKB48 vs HKT48                                       | 《将星空献给你》MV、《思春期的肾上腺素》MV                                                      |
| 411    | 11月16日 | -          | - AKB48 vs HKT48                                       | 《High Tension》LIVE                                                                            |
| 412    | 11月23日 | -          | - 1周就能做到这样！AKB挑战自身challenge！              | 《快乐结局》MV                                                                                  |
| 413    | 11月30日 | -          | - 1周就能做到这样！AKB挑战自身challenge！              | 小嶋阳菜“好感度爆上”公演初日《洄游鱼的容积》                                                    |
| 414    | 12月7日  | -          | - 紧急外景企划！打开早坂心扉的招待Tour！               | 《将星空献给你》LIVE                                                                            |
| 415    | 12月14日 | -          | - 私服时尚对战                                         | 《逆行坂》MV                                                                                    |
| 416    | 12月21日 | -          | - 私服时尚對決                                         | NMB48《除我之外》MV                                                                             |
| 417    | 12月28日 | -          | - 岛崎遥香毕业SP                                       | 《High Tension》 AKB48红白歌會LIVE                                                              |

### 2017年
| 2017年 | 2017年   | 2017年                        | 2017年                                                                    | 2017年                                                                          | 2017年 |
| 集数   | 播放日期 | 值日・主持                    | 内容                                                                      | Live曲目                                                                        |        |
| ------ | -------- | ----------------------------- | ------------------------------------------------------------------------- | ------------------------------------------------------------------------------- | ------ |
| 418    | 1月11日  | -                             | - 好运女孩排名2017                                                        | 《365天的纸飞机》                                                               |        |
| 419    | 1月18日  | -                             | - 好运女孩排名2017                                                        | 《点时成菁》收录曲演播室Live精华版                                              |        |
| 420    | 1月25日  | -                             | - AKB48實在太狡猾了！                                                     | 《点时成菁》收录曲演播室Live精华版                                              |        |
| 421    | 2月1日   | -                             | - 外景企划！NSC入学体验                                                   | 《思春期的肾上腺素》                                                            |        |
| 422    | 2月8日   | -                             | - 国内48家族对抗心動大赛！                                                | 《Runners High》                                                                |        |
| 423    | 2月15日  | -                             | - 国内48家族对抗心動大赛！                                                | HKT48《BUG也无妨》MV                                                            |        |
| 424    | 2月22日  | -                             | - 人氣藝人尋找真心好友！（伊藤麻子）                                      | SKE48《夏日呦，快来到！》                                                       |        |
| 425    | 3月1日   | -                             | - 小嶋阳菜毕业特辑！                                                      | 《Shoot Sign》MV                                                                |        |
| 426    | 3月8日   | -                             | - 人氣藝人尋找真心好友！（鈴木奈奈）                                      | 《意外发生中》MV                                                                |        |
| 427    | 3月15日  | -                             | - 目击AKB！                                                               | 《Shoot Sign》MV                                                                |        |
| 428    | 3月22日  | -                             | - AKBingo! VS AKB Team 8的滴滴!8大放送                                    | 《Shoot Sign》“小嶋祭”前夜祭Live                                                |        |
| 429    | 3月29日  | -                             | - AKBingo! VS AKB Team 8的滴滴!8大放送                                    | 《Shoot Sign》                                                                  |        |
| 430    | 4月5日   | -                             | - 目击AKB！                                                               | NGT48《青春时钟》MV                                                             |        |
| 431    | 4月11日  | 宮崎美穂 入山杏奈             | - AKB反面教室                                                             | 《去47个美丽城市》“Team 8結成3周年前夜祭” Live                                  |        |
| 432    | 4月19日  | 大家志津香 小嶋真子           | - AKB反面教室 - 整人企劃 至休息室拜訪模仿藝人                             | 小嶋陽菜《悄悄的…》“小嶋祭”Live                                                 |        |
| 433    | 4月26日  | -                             | - 整人企劃 至休息室拜訪模仿藝人                                           | 《妳正在看著夕陽嗎？》小嶋陽菜毕业公演                                          |        |
| 434    | 5月3日   | -                             | - 人氣藝人尋找真心好友！（大久保佳代子）                                  | 《青春时钟》AKB48年轻成员特别版                                                 |        |
| 435    | 5月10日  | -                             | - 尋找下一位新生代偶像主播選拔賽                                          | 《空有願望》MV                                                                  |        |
| 436    | 5月17日  | -                             | - 尋找下一位新生代偶像主播選拔賽                                          | 《空有願望》現場特別版                                                          |        |
| 437    | 5月24日  | -                             | - 人氣藝人尋找真心好友！（濱口京子）                                      | 《空有願望》MV                                                                  |        |
| 438    | 5月31日  | -                             | - 人氣藝人尋找真心好友！（橫澤夏子）                                      | 《空有願望》MV                                                                  |        |
| 439    | 6月7日   | -                             | - 歴代48家族神衣装選拔                                                    | STU48 《瀨戶內之聲》 MV                                                         |        |
| 440    | 6月14日  | -                             | - 歴代48家族神衣装選拔                                                    | 《空有願望》Team 8 无伴奏LIVE 《无限重播》                                      |        |
| 441    | 6月21日  | 木崎由里亚 島田晴香           | - 畢業前想教大家的事特別篇                                                | 《空有願望》MV                                                                  |        |
| 442    | 6月28日  | 奧黛麗 （春日俊彰、若林正恭） | - 本集限定！AKBINGO由奧黛麗來主持                                         | 《Get you》 AKB48劇場公演版                                                     |        |
| 443    | 7月5日   | 田名部生來 伊豆田莉奈         | - 畢業前想教大家的事特別篇                                                | NGT48《Max朱鷺315號》劇場公演版                                                 |        |
| 444    | 7月12日  | -                             | - 由AKB48成員選出的AKB48神奇美照                                          | SKE48《意外是芒果》MV                                                           |        |
| 445    | 7月19日  | -                             | - 新任綜藝咖秘密徵選                                                      | SKE48《意外是芒果》棚内表演                                                     |        |
| 446    | 7月26日  | -                             | - 新任綜藝咖秘密徵選                                                      | NMB48《竟然是新加坡》（MV）                                                     |        |
| 447    | 8月2日   | -                             | - 出差心動萌神賽                                                          | HKT48《接吻真的只能慢慢来吗？》（MV）                                           |        |
| 448    | 8月9日   | -                             | - 出差心動萌神賽                                                          | 《＃就是喜歡你》（MV）                                                          |        |
| 449    | 8月16日  | -                             | - 以冠名節目為賭注！AKB48 VS SKE48新世代對決                              | Team 8《47個最棒的地方》劇場表演版                                              |        |
| 450    | 8月23日  | -                             | - 以冠名節目為賭注！AKB48 VS SKE48新世代對決                              | 《＃就是喜歡你》（MV）                                                          |        |
| 451    | 8月30日  | -                             | - 家庭音樂祭前篇                                                          | 《＃就是喜歡你》棚内表演                                                        |        |
| 452    | 9月6日   | 小栗有以 岡部麟               | - 長久玲奈參予「娛樂之神」演出的幕後花絮及未公開影像                      | 《拖泥帶水的愛戀》MV 《不知所措猶豫不決》MV 《至少我們的戀情》MV 《月光假面》MV |        |
| 453    | 9月13日  | -                             | - 家庭音樂祭後篇                                                          | 《＃就是喜歡你》劇場表演版                                                      |        |
| 454    | 9月20日  | -                             | - 第一屆AKBINGO!神回大獎賽                                                | 《＃就是喜歡你》棚内表演                                                        |        |
| 455    | 9月27日  | -                             | - 親筆繪圖日記發表會，自曝不為人知的私生活                                | AKB48單曲MV合集發行訊息                                                         |        |
| 456    | 10月4日  | -                             | - 海外电视剧声优甄选                                                      | 分队猜拳大会《＃就是喜歡你》Live                                                |        |
| 457    | 10月11日 | -                             | - 海外电视剧声优甄选                                                      | Team 8 《狂热地活着》棚内表演                                                   |        |
| 458    | 10月18日 | -                             | - 同期大激論                                                              | 总选举感谢祭《11月的腳鏈》Live                                                  |        |
| 459    | 10月25日 | -                             | - 萬聖節變裝派對                                                          | 总选举圈外成员演唱会《谢谢你》Live                                              |        |
| 460    | 11月1日  | -                             | - 萬聖節運動會                                                            | 《11月的腳鏈》MV 《Halloween Night 2017年特別版》棚內表演                       |        |
| 461    | 11月8日  | -                             | - 《我们这么吵真是抱歉！》緊急甄選                                        | 《不是說再見就結束》MV                                                          |        |
| 462    | 11月15日 | 後藤輝基                      | - 只在今夜的特别企划《沒上我們這麼吵的傢伙真是抱歉！》&女諧星竞赛幕後報導 | 《11月的腳鏈》棚內表演                                                          |        |
| 463    | 11月22日 | -                             | - 女諧星No.1決定戰「THE W」跟拍特別篇                                     | 《法定速度與優越感》MV                                                          |        |
| 464    | 11月29日 | -                             | - 女諧星No.1決定戰「THE W」跟拍特別篇                                     | 《野蠻的求愛》MV 《微笑的瞬間》MV 《熱愛人生！》MV                              |        |
| 465    | 12月56日 | -                             | - 阿佐谷姊妹尋找三妹                                                      | NGT48《藍天會延續到這世界上的哪裡去呢？》MV                                     |        |
| 466    | 12月13日 | -                             | - 渡邊麻友畢業特輯 畢業前希望她為我做的事                                 | fairy w!nk《天使在哪裡？》棚內表演                                              |        |
| 467    | 12月20日 | -                             | - 渡邊麻友畢業特輯 畢業前希望她為我做的事                                 | 第七屆AKB48紅白對抗歌唱大賽《戀愛的幸運餅乾 Bossa Nova版》                      |        |
| 468    | 12月27日 | -                             | - 渡邊麻友畢業特輯 AKBINGO經典片段回顧及11年的成長軌跡                    | NMB48《呵呵人類》MV                                                             |        |

### 2018年
| 2018年 | 2018年   | 2018年              | 2018年                                  | 2018年                                                  | 2018年 |
| 集數   | 播放日期 | 值日・主持          | 内容                                    | Live曲目                                                |        |
| ------ | -------- | ------------------- | --------------------------------------- | ------------------------------------------------------- | ------ |
| 469    | 1月10日  | -                   | - 幸運女孩排行榜2018                    | SKE48《無意識的顏色》棚內表演                           |        |
| 470    | 1月17日  | -                   | - 幸運女孩排行榜2018                    | 《那個黎明，我們都知道》收錄單曲棚內Live精華版          |        |
| 471    | 1月24日  | -                   | - 偶像不為人知的一面大爆料              | AKB48 U-17 Fresh All-Stars Concert 《法定速度與優越感》 |        |
| 472    | 1月31日  | -                   | - 成員日常跟拍                          | 《該去抱住他嗎？》棚內表演                              |        |
| 473    | 2月7日   | -                   | - 成員日常跟拍                          | AKB48家族 重温时间 最佳曲目100 2018《鞋帶的綁法》       |        |
| 474    | 2月14日  | -                   | - 心動大賽2018                          | 《抱歉，我喜歡上你了…》現場精華版                       |        |
| 475    | 2月21日  | -                   | - 心動大賽2018                          | 岡田奈奈个人演唱会《沈思者》                            |        |
| 476    | 2月28日  | -                   | - 部位女王大賽                          | AKB48红白歌会LIVE《11月的腳鏈》小栗有以center版         |        |
| 477    | 3月7日   | -                   | - 部位女王大賽                          | 《Ja-Ba-Ja》MV                                          |        |
| 478    | 3月14日  | -                   | - 心動戀愛橋段演繹                      | 《Ja-Ba-Ja》MV                                          |        |
| 479    | 3月21日  | -                   | - 心動戀愛橋段演繹                      | 《Ja-Ba-Ja》棚內表演                                    |        |
| 480    | 3月28日  | -                   | - 昭和偶像舞蹈PK賽                      | NMB48《欲望者》MV                                       |        |
| 481    | 4月4日   | -                   | - 昭和偶像舞蹈PK賽                      | NGT48《春天哪裡來？》MV                                 |        |
| 482    | 4月11日  | -                   | - 比AKB48更搶手的朋友們                 | AKB48单独演唱会《Teacher Teacher》                      |        |
| 483    | 4月18日  | -                   | - 比AKB48更搶手的朋友們                 | 《Ja-Ba-Ja》演唱会版                                    |        |
| 484    | 4月25日  | -                   | - 部位美女對決第三彈 - 北原里英畢業特輯 | HKT48《快轉的月曆》MV                                   |        |
| 485    | 5月2日   | -                   | - 受女性歡迎大獎賽                      | 《Teacher Teacher》棚內表演                             |        |
| 486    | 5月9日   | -                   | - 受女性歡迎大獎賽                      | 《蜂巢Dance》現場精華版                                 |        |
| 487    | 5月16日  | -                   | - 惡搞躲避球                            | 《Teacher Teacher》MV                                   |        |
| 488    | 5月23日  | -                   | - 惡搞躲避球                            | 《Teacher Teacher》收錄曲MV精華版                       |        |
| 489    | 5月30日  | -                   | - 接受直男的毒舌點評吧！LINE美人大賽    | 《Teacher Teacher》MV                                   |        |
| 490    | 6月6日   | -                   | - 接受直男的毒舌點評吧！LINE美人大賽    | 《蜂巢Dance》棚內表演                                   |        |
| 491    | 6月13日  | -                   | - 挑戰記憶力的極限                      | 《Teacher Teacher》棚內表演 《恋爱的幸运饼干》棚內表演  |        |
| 492    | 6月20日  | -                   | - 16期生團結力挑戰                      | 《一直 一直》劇場公演版                                 |        |
| 493    | 6月27日  | -                   | - 受女生歡迎大獎賽第3彈                 | 世界選拔總選舉演唱會 《初日》《去47個美麗城市》         |        |
| 494    | 7月4日   | -                   | - Team 8是什麼？再次介紹T8的個性和魅力  | SKE48《突然妙語》MV                                     |        |
| 495    | 7月11日  | -                   | - Team 8是什麼？再次介紹T8的個性和魅力  | 《去47個美麗城市》棚內表演                              |        |
| 496    | 7月18日  | -                   | - 審查成員們在演技上的潛力              | 世界選拔總選舉演唱會 《感傷列車》                       |        |
| 497    | 7月25日  | -                   | - 審查成員們在演技上的潛力              | 《馬路須加搖滾》AKBINGO初代原創服裝特別版               |        |
| 498    | 8月1日   | -                   | - 2018年下半年人氣事物猜想排行榜        | 《RESET》劇場公演版                                     |        |
| 499    | 8月8日   | -                   | - 2018年下半年人氣事物猜想排行榜        | 世界選拔總選舉演唱會 《感傷列車》                       |        |
| 500    | 8月15日  | -                   | - AKB新娘魅力大比拼                     | 世界選拔總選舉演唱會 《我點燃的煙花》                   |        |
| 501    | 8月22日  | -                   | - AKB新娘魅力大比拼                     | 《百合會盛開嗎？》Team 8 8之日演唱会版                  |        |
| 502    | 8月29日  | -                   | - AKB新娘魅力大比拼                     | 《感傷列車》MV                                          |        |
| 503    | 9月5日   | -                   | - 雖然圈外但也是很優秀的女孩SP          | 《感傷列車》棚內表演                                    |        |
| 504    | 9月12日  | -                   | - 雖然圈外但也是很優秀的女孩SP          | 《感傷列車》收錄曲MV精華版                              |        |
| 505    | 9月19日  | -                   | - 日語大比拼                            | 《感傷列車》MV                                          |        |
| 506    | 9月26日  | -                   | - 日語大比拼                            | 《百合會盛開嗎？》棚內表演                              |        |
| 507    | 10月3日  | -                   | - 成员偏愛的食物調查                    | NGT48《獻給世人》MV                                     |        |
| 508    | 10月10日 | -                   | - 成员偏愛的食物調查                    | 《感傷列車》2018猜拳大會演唱會版                        |        |
| 509    | 10月17日 | -                   | - 萬聖節角色扮演秀                      | NMB48《即使是我也會哭泣的啊》MV                         |        |
| 510    | 10月24日 | -                   | - 電視台內尋寶                          | 《Halloween Night》2018特別版                           |        |
| 511    | 10月31日 | -                   | - 電視台內尋寶                          | 《NO WAY MAN》MV                                        |        |
| 512    | 11月7日  | 村上純 （代班主持） | - Team 8來實現粉絲的願望                | 《NO WAY MAN》收錄曲MV精華版                            |        |
| 513    | 11月14日 | 村上純 （代班主持） | - Team 8來實現粉絲的願望                | 《NO WAY MAN》MV                                        |        |
| 514    | 11月21日 | -                   | - 女谐星No.1决定战「THE W」跟拍特別篇   | 《NO WAY MAN》棚內表演版                                |        |
| 515    | 11月28日 | -                   | - 女谐星No.1决定战「THE W」跟拍特別篇   | 《NO WAY MAN》棚內表演版                                |        |
| 516    | 12月5日  | -                   | - 女谐星No.1决定战「THE W」跟拍特別篇   | 《NO WAY MAN》Best Artist 2018現場表演版                |        |
| 517    | 12月12日 | -                   | - 真心話棒球                            | SKE48《Stand by you》MV                                 |        |
| 518    | 12月26日 | -                   | - 真心話棒球                            | Fortune cherry《沒有向日葵的世界》棚內表演版            |        |

### 2019年
| 2019年 | 2019年   | 2019年     | 2019年                                                       | 2019年                                          | 2019年                                                                                  |
| 集數   | 播放日期 | 值日・主持 | 内容                                                         | 嘉宾                                            | Live曲目                                                                                |
| ------ | -------- | ---------- | ------------------------------------------------------------ | ----------------------------------------------- | --------------------------------------------------------------------------------------- |
| 519    | 1月9日   | -          | - 幸運女孩排行榜2019                                         |                                                 | 《GIVE ME FIVE!》 第8屆AKB48紅白對抗歌合戰現場表演版                                    |
| 520    | 1月16日  | -          | - 幸運女孩排行榜2019                                         |                                                 | STU48《等待微風》MV                                                                     |
| 521    | 1月23日  | -          | - 心動大賽2019                                               |                                                 | 《相遇之日、離別之日》 AKB48新春演唱會現場表演版                                        |
| 522    | 1月30日  | -          | - 心動大賽2019                                               |                                                 | AKB48 重溫時間 最佳曲目100 2019《去47個美麗城市》現場表演版                             |
| 523    | 2月6日   | -          | - 心動大賽2019                                               |                                                 | AKB48 Group Asia Festival 2019《AKB48 Festival》現場表演版                              |
| 524    | 2月13日  | -          | - 狂熱偶像錦標賽                                             |                                                 | STU48《等待微風》MV                                                                     |
| 525    | 2月20日  | -          | - 真心話棒球                                                 |                                                 | NMB48《在壁龕上端坐的女生》MV                                                           |
| 526    | 2月27日  | -          | - 日語大比拼                                                 |                                                 | 《回憶上心頭DAYS》MV                                                                    |
| 527    | 3月6日   | -          | - 日語大比拼                                                 |                                                 | 《10年櫻》棚內表演版                                                                    |
| 528    | 3月13日  | -          | - 偶像派別大剖析                                             |                                                 | 《回憶上心頭DAYS》棚內表演版                                                            |
| 529    | 3月20日  | -          | - 偶像派別大剖析                                             |                                                 | 《初戀之門》MV                                                                          |
| 530    | 3月27日  | 向井地美音 | - 第三代總監督Center考試                                     |                                                 | 《Generation Change》MV                                                                 |
| 531    | 4月3日   | 向井地美音 | - 第三代總監督Center考試                                     |                                                 | 《從屋頂呼喊》棚內表演版                                                                |
| 532    | 4月10日  | 宮崎美穂   | - 宮崎美穗的綜藝特訓班                                       |                                                 | HKT48《意志》MV                                                                         |
| 533    | 4月17日  | 宮崎美穂   | - 宮崎美穗的綜藝特訓班                                       |                                                 | 《回憶上心頭DAYS》岡部Team A劇場表演版                                                  |
| 534    | 4月24日  | -          | - 手機狗仔隊 潛入禁止進入的區域                              |                                                 | Team 8 5周年紀念演唱會《去47個美麗城市》現場精華版                                      |
| 535    | 5月8日   | -          | - 手機狗仔隊 潛入禁止進入的區域                              |                                                 | 指原莉乃畢業演唱會《我也是偶像！》現場精華版                                            |
| 536    | 5月15日  | -          | - 真心話棒球                                                 |                                                 | AKB48 夏日音樂節《REVER》現場精華版                                                     |
| 537    | 5月22日  | -          | - 真心話棒球                                                 |                                                 | 小嶋真子畢業公演《蒲公英的決心》現場精華版                                              |
| 538    | 5月29日  | -          | - 真心話棒球                                                 |                                                 | 《污穢的真相》現場精華版                                                                |
| 539    | 6月5日   | -          | - AKB48前輩與後輩的客套話之旅                                |                                                 | 《Generation Change》棚內表演版                                                         |
| 540    | 6月12日  | -          | - AKB48前輩與後輩的客套話之旅                                |                                                 | AKB48 重溫時間 最佳曲目100 2019《想抱住我嗎？》《傷感列車》《去47個美麗城市》現場精華版 |
| 541    | 6月19日  | -          | - 你認識矢作和下尾嗎？                                       |                                                 | 佐藤栞畢業公演《涙的表面張力》現場精華版                                                |
| 542    | 6月26日  | -          | - 你認識矢作和下尾嗎？                                       |                                                 | 《通往夢想的路》                                                                        |
| 543    | 7月3日   |            | - 嫩到滴水的可愛女孩選拔賽                                   | 牧野朋子 鳥居美雪                               | AKB48「我的夏天開始了」公演《馬尾與髮圈》現場精華版                                     |
| 544    | 7月10日  | -          | - 嫩到滴水的可愛女孩選拔賽                                   | 牧野朋子 鳥居美雪                               | 「這汗水、是與未來相接的彩虹」公演《喜歡你 喜歡你 喜歡你》                              |
| 545    | 7月17日  |            | - 分隊對抗！便服時尚對戰                                     | 前田典子 敬志（TRENDY ANGEL） 誠子（尼神INTER） | SKE48《FRUSTRATION》MV                                                                  |
| 546    | 7月24日  | -          | - 分隊對抗！便服時尚對戰                                     | 前田典子 敬志（TRENDY ANGEL） 誠子（尼神INTER） | STU48《最喜歡的人》MV                                                                   |
| 547    | 7月31日  |            | - 小黑想做的事                                               | 小黑（安田大馬戲團）                            | 《仲夏的Sounds good！》                                                                 |
| 548    | 8月7日   | -          | - 小黑想做的事                                               | 小黑（安田大馬戲團）                            | NMB48《回母校吧！》MV                                                                   |
| 549    | 8月14日  | -          | - 羈絆家族運動會                                             | 山邊未夢（東京女子流） 其他成員的家人           | 《持續愛你》Team 8現場表演版                                                            |
| 550    | 8月21日  | -          | - 羈絆家族運動會                                             | 山邊未夢（東京女子流） 其他成員的家人           | 《持續愛你》棚內表演版                                                                  |
| 551    | 8月28日  | -          | - ＃想與○○聯繫！                                             |                                                 | 48 Group NEXT12《持續愛你》MV                                                           |
| 552    | 9月4日   | -          | - ＃想與○○聯繫！                                             | 《喜歡你 喜歡你 喜歡你》MV                      |                                                                                         |
| 553    | 9月11日  | -          | - 還沒玩過的遊戲全部要玩過SP！                               |                                                 | 8 Group NEXT12《Monica，天亮了》MV                                                      |
| 554    | 9月18日  | -          | - 還沒玩過的遊戲全部要玩過SP！                               | 《持續愛你》MV                                  |                                                                                         |
| 555    | 9月25日  | -          | - 什麼都不說就這樣結束 豈不教人難過 在最後說出所有想說的SP！ |                                                 | 《勇往直前》棚內表演版                                                                  |

## 主要单元

### 現在正在播放的单元
（※）为承接《AKB0時59分!》时期继续举行的单元
更換主持人後，節目同步改以播出單發單元為主，持續播出的常態單元數量不多。
- 用测谎器暴露真心话!真心将棋
- AKB48私服秀
- 惡搞躲避球
- DANSO甲子园
- AKB新闻→AKB48活动日志→AKB48新闻→AKB新闻→AKB48新闻（※）
- 幸運女孩排行榜（年初播出）

### 过去曾播放的单元
- The AKBEST10
- 途中下車之旅
- 找出犯人来！The AKB罪案搜查
- 话语美术馆
- 48秒战队  AK连者
- 绝品老师
- 头号成员是谁？The AKVegas
- 美男學園
- 目标！百发百啾！啾出正牌货！（※）
- 掉下去真讨厌・不足48 私立不足高中（※）
- AKB极限角色扮演大战 萌倒5人即可获得1万円 ザ・イロ萌えア（※）
- 跑偏了唷！女子常识7→跑偏了唷！女子常识5
- AKBINGO!教育电视台「法语」讲座
- 简讯美人战
- 开心学料理！厨艺竞技场
- 味道白痴・板野友美指南!
- 新人偶像 春夏秋
- AKB真正的温暖人心故事
- Akepedia
- 快餐大战！!!（舊）
- AKBEAT
- AKB48私服秀
- 惡搞躲避球
- DANSO甲子园
- 指名回答！當然答得出來！！
- 快餐大战！!!（新）
成员们分为总长（Boss）汉堡与清德基两组进行对战的企划。遊戲內容分為上下半場，规则分別为看到題目後五秒內說出關鍵字及五秒內用一筆畫畫出。
- 答對才能逃過一劫 懲罰遊戲快速搶答

### 最高齢偶像 大堀雌蕊25岁 迈向个人出道之路（※）
8月25日播出的《AKB0時59分!》中，发表了大堀惠将以「大堀雌蕊」的名义个人出道的消息后，从下一周开始的单元
。
| 集数 | 播放日期       | 内容                                              |
| ---- | -------------- | ------------------------------------------------- |
| 1    | 2008年 10月1日 | PV撮影                                            |
| 2    | 10月8日        | 决定举办发售記念活动「抱抱会」                    |
| 3    | 10月15日       | 1个月以内无法卖掉10,000张的话 将从AKB48毕业       |
| 4    | 10月22日       | 发售記念活动「抱抱会」 地方PR 新泻前编            |
| 5    | 10月29日       | 地方PR 新泻后编・長野前编                         |
| 6    | 11月5日        | 地方PR 長野后编                                   |
| 7    | 11月12日       | 地方PR 岐阜编・愛知前编 决定举办「抱抱会」第2弾   |
| 8    | 11月19日       | 地方PR 愛知后编                                   |
| 9    | 11月26日       | 大堀雌蕊最后的圣诞!・用抱抱来拯救雌蕊!？ 結果发表 |

## 音乐

### 使用的乐曲
- 开场曲
  - 想見你
- 『AKB48新聞』開頭
  - BINGO!
- 赞助商介绍、片尾、预告片
  - BINGO!・大聲鑽石・满满的圣诞・10年樱・驚喜之淚!・Maybe是藉口・RIVER・櫻花印記・馬尾與髮圈・無限重播・Beginner・機會的順序・變成櫻花樹
- 插曲
  - 甜蜜股关节（大堀惠）
- 单元间背景音乐
  - 想見你・Virgin love
- 掉下去真讨厌・不足48・私立不足高中
  - 同班同学
  - 私はマチコ（今田裕子） - 大島麻登場時
  - NAI・NAI 16（シックスティーン）- 出題時背景音乐（变更了部分歌词）
  - ガリガリ君のうた - 答错时的铃声（同上）
- 「最高龄偶像 大堀雌蕊25岁 迈向个人出道之路」
  - 最终钟声响起・与花迸散!・在蓝天旁・櫻花的花瓣們・支柱
- 大島麻衣 毕业記念企画・挑战马拉松! 含泪之最后一程・
  - 加油（ガンバレ!）・在蓝天旁・櫻花的花瓣們・サライ
- 百发百啾
  - Choo Choo TRAIN （EXILE） - 介绍比赛规则时
  - シェリーに口づけ （ミッシェル・ポルナレフ）
- 難搞躲避球 - 惩罚游戏BGM
  - プリンプリン物語 （石川ひとみ）
  - バナナの涙（背後被指指點點組）
  - 廣播體操第二

使用乐曲（AKB48）
- Baby! Baby! Baby!・Party开始了・雨中动物园・櫻花的花瓣們・Only today・不要叫我偶像・为何降生在这美好世界

使用乐曲（其他）
- 「職業:アイドル。」（IDOLING）・ モテ期のうた（同左）

## 播放電視台
| 播放地區       | 播放電視台              | 系列           | 播放時間（日本标准时间） | 延遲日數 | 開始播放日期                       |
| -------------- | ----------------------- | -------------- | ------------------------ | -------- | ---------------------------------- |
| 關東廣域圏     | 日本電視台（NTV）       | 日本電視台系列 | 星期三 24:29 - 24:59     | 首播     | 2008年10月1日                      |
| 中京廣域圏     | 中京電視台（CTV）       | 日本電視台系列 | 星期一 24:59 - 25:29     | 延遲6日  | 2008年10月7日                      |
| 大分縣         | 大分放送（OBS）         | TBS系列        | 星期五 25:25 - 25:55     | 延遲31日 | 2010年10月1日                      |
| 北海道         | 札幌電視台（STV）       | 日本電視台系列 | 星期五 01:29 - 01:59     | 延遲9日  | 2010年10月3日                      |
| 新潟縣         | 新潟電視台（TeNY）      | 日本電視台系列 | 星期三 24:29 - 24:59     | 同步     | 2010年10月4日                      |
| 沖繩縣         | 琉球放送（RBC）         | TBS系列        | 星期日 24:50 - 25:20     | 延遲13日 | 2010年10月5日                      |
| 長崎縣         | 長崎国際電視台（NIB）   | 日本電視台系列 | 星期二 24:59 - 25:29     | 延遲20日 | 2010年10月5日                      |
| 福岡縣         | 福岡放送（FBS）         | 日本電視台系列 | 星期三 25:04 - 25:34     | 同步     | 2010年10月5日                      |
| 鹿兒島縣       | 鹿兒島讀賣電視台（KYT） | 日本電視台系列 | 星期四 24:38 - 25:08     | 停播     | 2010年10月7日（2013年9月停播）     |
| 愛媛縣         | 南海放送（RNB）         | 日本電視台系列 | 星期三 25:05 - 25:35     | 延遲21日 | 2010年10月20日                     |
| 香川縣・岡山縣 | 西日本放送電視台（RNC） | 日本電視台系列 | 星期四 24:59 - 25:29     | 延遲16日 | 2010年11月16日                     |
| 長野縣         | 信州電視台（TSB）       | 日本電視台系列 | 星期四 24:58 - 25:33     | 停播     | 2010年12月2日（2012年3月28日停播） |
| 秋田縣         | 秋田放送（ABS）         | 日本電視台系列 | 星期五 16:05 - 16:35     | 停播     | 2011年4月1日（同年6月25日停播）    |
| 山梨縣         | 山梨放送（YBS）         | 日本電視台系列 | 星期三 24:29 - 24:59     | 停播     | 2011年4月6日（2013年3月27日停播）  |
| 山形縣         | 山形放送（YBC）         | 日本電視台系列 | 星期日 16:25 - 16:55     | 停播     | 2011年4月10日（2013年3月24日停播） |
| 廣島縣         | 廣島電視台（HTV）       | 日本電視台系列 | 星期三 25:04 - 25:34     | 延迟29日 | 2011年4月20日                      |
| 宮崎縣         | 宮崎電視台（UMK）       | 跨網絡播放     | 星期六 25:35 - 26:05     | 停播     | 2011年5月7日（2014年10月11日停播） |
| 宮城縣         | 宮城電視台（MMT）       | 日本電視台系列 | 星期三 24:34 - 25:04     | 同步     | 2011年9月21日                      |
| 德島縣         | 四国放送（JRT）         | 日本電視台系列 | 星期一 24:29 - 24:59     | 停播     | 2011年10月3日（2013年3月25日停播） |

## 工作人員
- 企劃協力：秋元康
- 構成：桝本壮志（吉本興業）、三田卓人、渡辺陽介、石田ケント
- TM：保刈寬之
- SW：村松明
- CAM：津野祐一、加美山稔、早川智晃
- AUD：白水英国、太田黒健至（不定期支援）
- VE：鈴木昭博
- 照明：小笠原雅登、正田悠斗（不定期支援）、藤山真緒
- 美術協力：NIPPON TELEVISION ART
- 美術：上條宏美
- 設計：栗原純二、波多野真理
- 技術協力：NiTRO
- TK：櫻井惠美子
- 音効：高取謙（Thee BLUEBEAT、板野友美推）
- 編集：杉本啓二（讀賣新聞視頻）
- MA：奥田幸裕（WELT CORPRATION）、田口修嗣
- 旁白：岩見聖次（日语：岩見聖次）（Atomic Monkey，大島優子推 → 田野優花推 → 高橋朱里推 → 濱咲友菜推）
- 服裝協力：LAUNDRY（日语：LAUNDRY）（不定期）
- 協力：AKS
- 編成：小野隆史
- 營業：八田元彦
- 廣報：友定纊子
- 制作協力：Ecompany、acro
- AP：内藤梨恵子（Ecompany）、渡邊崇士
- 辦公桌：寺田麻由美
- AD：輿石将太、花塚増央（acro、高橋南推）、吉田愛、稲葉哲典（河西智美推）
- 現場導播：八島崇行、森栄一郎（オンリー・ワン）、山下朋洋、吉岡大介（岩立沙穂推）
- 導播：小俣猛、藤原耕治
- 制作商：齋藤匠（acro）、村上早苗（Ecompany）
- 導播和製片人：毛利忍 （第14回企劃編成、第54回兼任）
- 首席製作人：藤井淳（第91回首席創作者）
- 製作出品：日本電視台

### 過去的工作人員
- 製片人：佐佐木俊勝（Ecompany）、環真吾、遠藤正累、前田直敬、藤井良記
- TM：古川誠一、今村公威
- VE：笈川太、石野太一
- 美術：高津光一郎（前田敦子推）
- 音効：古野達生
- MA：奥田幸裕（攝影棚）
- 編審：中川学、松隅美和、吉無田剛、渡瀬慶吾
- 廣告宣傳：立柗典子
- 營業：阿部真一郎
- 現場導播：小岩井佑樹、GJ野上（本名：野上貢、大堀惠推）、吉濱明秀、宇野慎也（橫山由依推→岡田奈奈推→宮脇咲良推）

## 相關書籍
- 《AKBINGO! 官方BOOK》（2010年4月30日，日本电视台放送網）